# Brahma Kumaris
Brahma Kumaris (die „Töchter Brahmas“) ist die Kurzform für die Brahma Kumaris World Spiritual University (BKWSU), eine religiös-spirituelle Gemeinschaft aus Indien mit mehreren hunderttausend Mitgliedern. Gelehrt wird Raja Yoga, die liebevolle Verbindung zwischen Mensch und Gott. „BK“ ist die Abkürzung für die Anhänger und bisweilen für die Organisation. Sie wurde um 1937 von Lekhraj Kripalani (15. Dezember 1884 – 18. Januar 1969) gegründet, der später Brahma Baba genannt wurde. Weltweit gibt es mehr oder weniger unabhängige Zentren, zumeist von Frauen geleitet. Der Hauptsitz der Bewegung ist ein Ashram-Komplex in Mount Abu (Rajasthan, Indien). Die weltweite Expansion begann ab etwa 1970.

## Historie

### Geschichte bis 1969

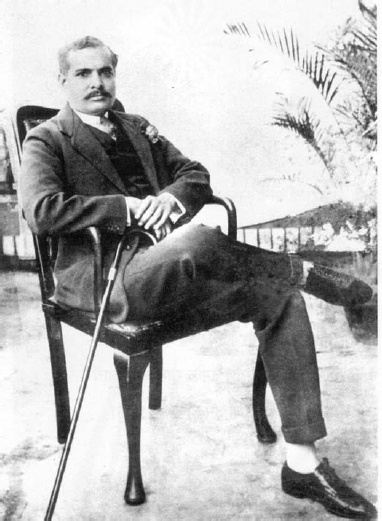
Der Geschäftsmann Dada Lekhraj (1920er Jahre)

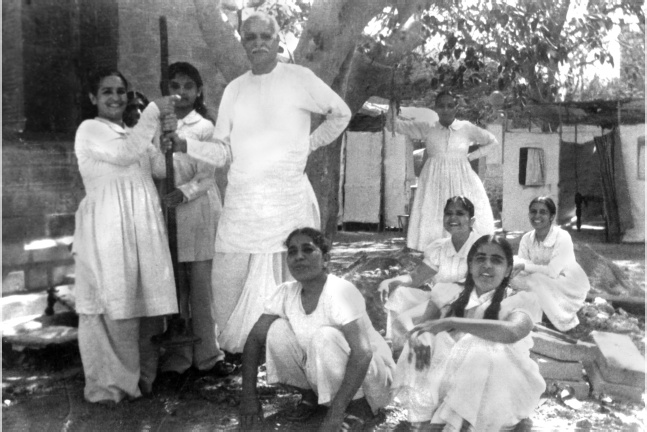
Brahma Baba mit Ordensschwestern (1940er Jahre)

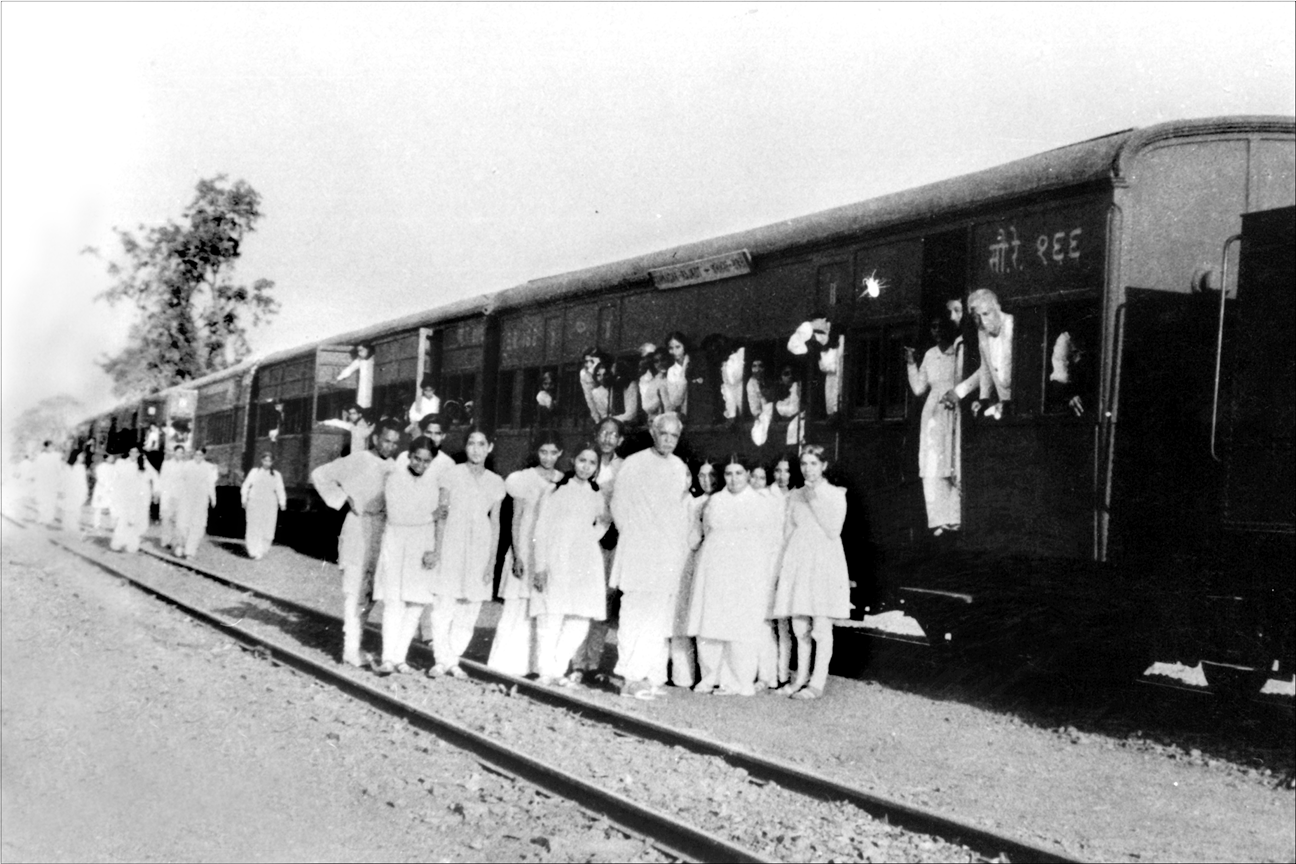
Auf dem Weg nach Indien (um 1947)

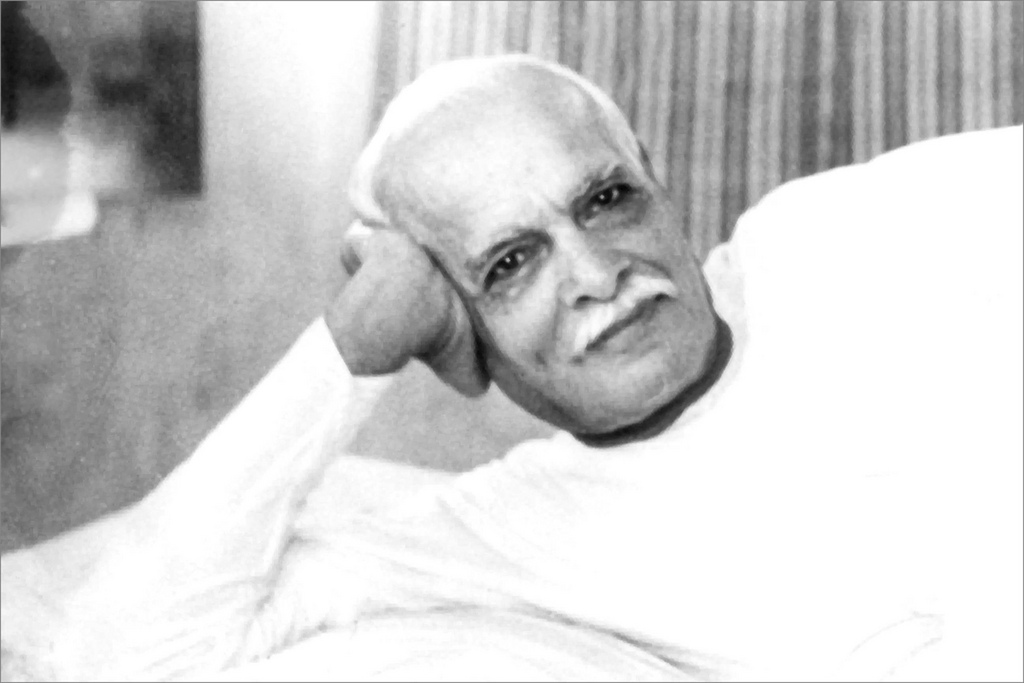
Brahma Baba (1950er Jahre)

Der Gründer Lekhraj Kripalani lebte in Sindh, damals eine Provinz in Britisch-Indien, die heute in Pakistan liegt. Er entstammte der höhergestellten Brahmanen-Kaste. Dem Sohn eines Schulmeisters gelang der Aufstieg zum erfolgreichen und indienweit agierenden Juwelenhändler, der sein Vermögen auch für karitative und spirituelle Zwecke einsetzte. Gesellschaftlich integriert, war der sechsfache Familienvater eine nicht anfechtbare Autorität in einer patriarchalischen Gesellschaft, der auch auf die Anrede „Dada Lekhraj“ hörte. „Dada“ bedeutet „älterer Bruder“ oder „älterer Onkel“ und ist ein Ehrenname, der häufiger vorkommt.
Dada Lekhraj war ein eher traditionell eingestellter Mensch, ein theologischer Laie und ein frommer, von Gurus begleiteter Hindu. Im Laufe der 1930er Jahre hielt er spirituelle Versammlungen ab (Satsangs), in denen man aus heiligen hinduistischen Texten las.
Das Leben des über 50-Jährigen veränderte sich dann aber radikal: Lekhraj sah um 1936/1937 Visionen, die seinen bisherigen Lebensentwurf in Frage stellten. Neben Visionen mit Glücksgefühlen sah er apokalyptische Bilder. Gott soll sich Lekhraj deutlich gezeigt haben.
Der Beginn der Brahma-Kumaris-Bewegung beruht auf diesen Erfahrungen. Lekhraj hatte sie nicht gesucht und er konnte sie offensichtlich zu diesem Zeitpunkt nicht einordnen. Der Religionswissenschaftler Frank Whaling fasst zusammen: „Das Frappierende an Dada Lekhrajs Visionen ist, dass sie neu waren, ursprünglich, und dass sie nicht vorhergesehen werden konnten.“
Die nächsten Jahrzehnte bis zu seinem Lebensende widmete Lekhraj dem Aufbau einer spirituellen Schule. Er zog sich aus dem Geschäftsleben zurück und setzte sein beträchtliches Vermögen dafür ein. Es versammelten sich Frauen und Kinder um ihn, auch einige Männer.
Der Name von Dada Lekhraj war fortan „Brahma“. Die Anhänger sind die „Söhne und Töchter Brahmas“, die „Brahma Kumars und Kumaris“.
Seine rechte Hand und die administrative Leiterin der neuen Bewegung wurde von 1937 bis zu ihrem Tod 1965 „Om Radhe“, eine junge Frau, später „Mama“ genannt, eine „…kraftvolle, doch einfühlsame Persönlichkeit mit einem erstklassigen Gedächtnis“.
Die Jahre von etwa 1937–1950 waren geprägt von klösterlichem Rückzug. Wer familiär gebunden war, also Ehefrauen und Kinder, durfte nur mit schriftlicher Erlaubnis bei Om Mandali bleiben, wie die Gemeinschaft anfangs hieß. Das stieß auf wachsenden, teilweise gewaltvollen Widerstand bei den Familien und Ehemännern. Sitzblockaden, gefangen gehaltene Ehefrauen und sogar ein Prozess vermochten aber die Gruppierung nicht aufzulösen.
Die indische Teilung 1947 machte einen Umzug in das neue Indien notwendig. Sindh lag nun in Pakistan. Die Lehre, die sich größtenteils auf den Hinduismus bezog, ließ sich in Indien leichter vertreten und schließlich auch verbreiten als im kleineren, islamischen Nachbarland. Seit 1950 ist deshalb der Hauptsitz der Bewegung auf dem Mount Abu in Rajasthan, Nordindien, von den Mitgliedern Madhuban genannt.
Das Vermögen von Dada Lekhraj und einiger anderer Gründungsmitglieder war innerhalb weniger Jahre nach der Übersiedlung aufgebraucht, sodass die 1950er Jahre von Mangel und scheinbarem Scheitern geprägt waren. Spenden sorgten für das Überleben. Die Bewegung nennt diese Phase „Bettlerperiode“. Die Gruppe schmolz von etwa 400 auf 100 Anhänger zusammen; viele Frauen gingen zurück zu ihren Familien. Es entstanden auf diese Weise jedoch allmählich Zweigstellen des Haupt-Ashrams, sogenannte „Center“. Bis Ende der 1960er Jahre waren die Brahma Kumaris in ganz Indien präsent – die Bewegung hatte sich etabliert. Brahma Baba starb am 18. Januar 1969.
Bis zu diesem Zeitpunkt kann man feststellen: Gegen die Überlegung, dass Dada Lekhraj selbständig in über 30 Jahren ein eigenes Glaubenssystem entworfen habe, sprechen u. a. sein vorheriges Leben als recht pragmatischer, mitunter unkonventioneller Geschäftsmann, der traditionelle, auch laienhafte Umgang mit religiösen Dingen, und seit 1936/37 die plötzlich modifizierten, wenn nicht gar konträren Ansichten zum Hinduismus. Hinzu kommen neue Überzeugungen, etwa dass Gott ein Lichtpunkt sei.
Für die Glaubensgemeinschaft sind daher bis heute zwei Überzeugungen unumstößlich: Lekhraj hatte ein „…echtes Berufungserlebnis“, d. h. eine Phase tiefer Gotteserfahrung und Eingebungen mit dem Auftrag, Gott zu dienen und nötigenfalls einen Bruch mit der Gesellschaft in Kauf zu nehmen. Und: Die Lehre „…beruht zumindest in den wichtigsten Grundzügen auf Offenbarungen Gottes“.

### Die Entwicklung seit 1969

#### Führung durch Frauen

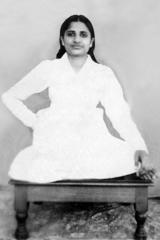
Die ehemalige Leiterin Dadi Prakash Mani (um 1945)

Nach dem Tod des Gründers bestand die neue, jetzt weibliche Führung aus erfahrenen Schwestern. Die Leitung endete bisher stets mit dem Tod. In chronologischer Reihenfolge sind das:
- Didi Manmohini (1969–1983)[16] und Dadi Prakash Mani (1969–2007)[17], von den Mitgliedern Dadi Kumarka genannt.
- Nach dem Tod von Didi Manmohini: Dadi Janki (seit 1983), Dadi Chandra Mani (1983–1997)[18] und Dadi Prakash Mani.
- Seit 1997: Dadi Prakash Mani und Dadi Janki.[19][20][21][22]
- Mit dem Ableben von Dadi Prakash Mani im Jahr 2007 ging die Leitung über auf Dadi Janki, Dadi Ratan Mohini[23][22] und Dadi Gulzar, die am 11. März 2021 mit 94 Jahren verstarb.[24][22][A 4] wie alle Vorgenannten Gründungsmitglieder, erkennbar auch an der respektvollen Anrede „Dadi“ oder „Didi“ vor dem Namen, in diesem Kontext zu übersetzen mit „ältere Schwester“.
- Dadi Janki starb mit 104 Jahren am 27. März 2020. Die Leitung lag weiterhin bei Dadi Hirdaya Mohini, Dadi Ratan Mohini und bei Dadi Ishu, die jeweils um die 90 Jahre alt sind. Im Jahre 2021 lebt nur noch Dadi Ratan Mohini.[25]

Das jahrzehntelange Engagement von Dadi Janki hat anscheinend zu Wertschätzung bei Nicht-Mitgliedern geführt.
Nach dem Ableben von Dada Lekhraj wurde somit die Bewegung zur „Frauenreligion“, aber auch mit Männern in höheren Positionen und mit einer bald auftretenden Tendenz der Überhöhung und Verehrung Brahmas. Die Schulen werden im Regelfall auch heute noch von Schwestern geleitet.
Am Prinzip der Führung durch Frauen dürfte sich in Zukunft wenig ändern. Brahma Baba hatte schon in den 30er Jahren die administrative Leitung in die Hände von Frauen gelegt und bestimmt, dass dieses Prinzip in Zukunft beibehalten werden solle. Im Unterschied zu Guru-Bewegungen ist daher eine Besonderheit der Brahma Kumaris, dass keine einzelne (weibliche) Person an der Spitze steht, sondern immer zwei oder drei.
Der Führungsstil scheint über die Jahrzehnte hinweg feminin-überzeugend, kooperativ und einvernehmlich zu sein. Aufgrund des hohen Alters der jetzigen Leiterinnen ist zu vermuten, dass nach deren Ableben die nächste Frauengeneration die Leitung übernehmen wird.

#### Expansion und aktuelle Aktivitäten

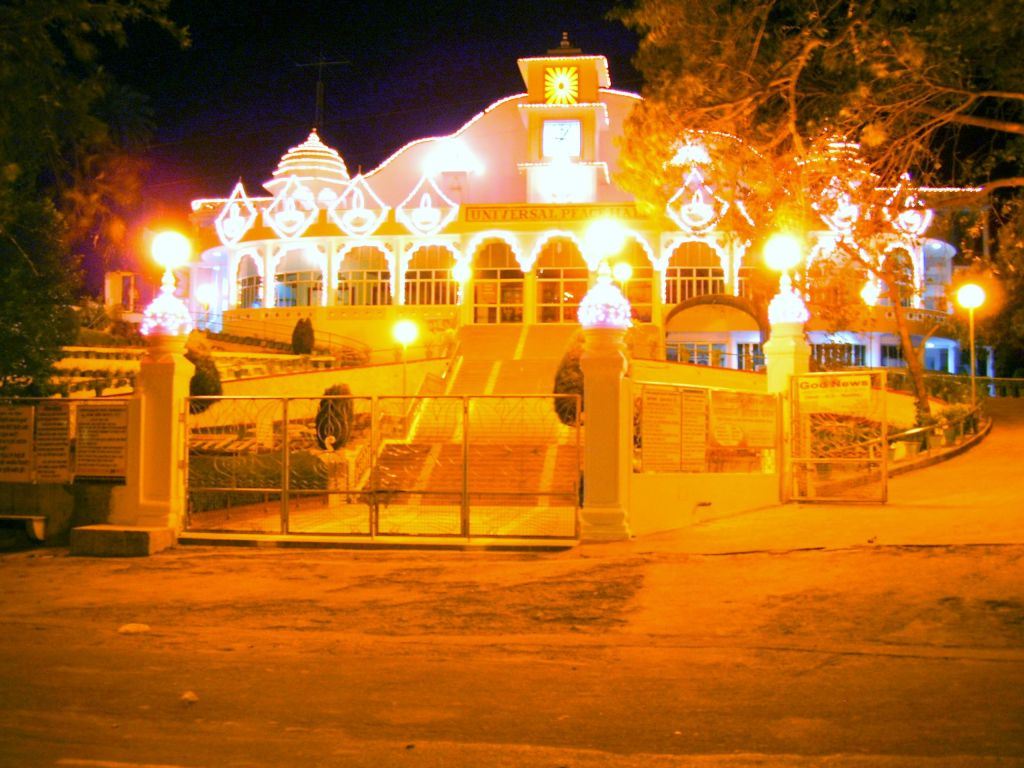
Die Universal Peace Hall, Madhuban bei Mount Abu, eine Halle für ca. 2.500 Personen, geschmückt für „Diwali“, dem hinduistischen Lichterfest.

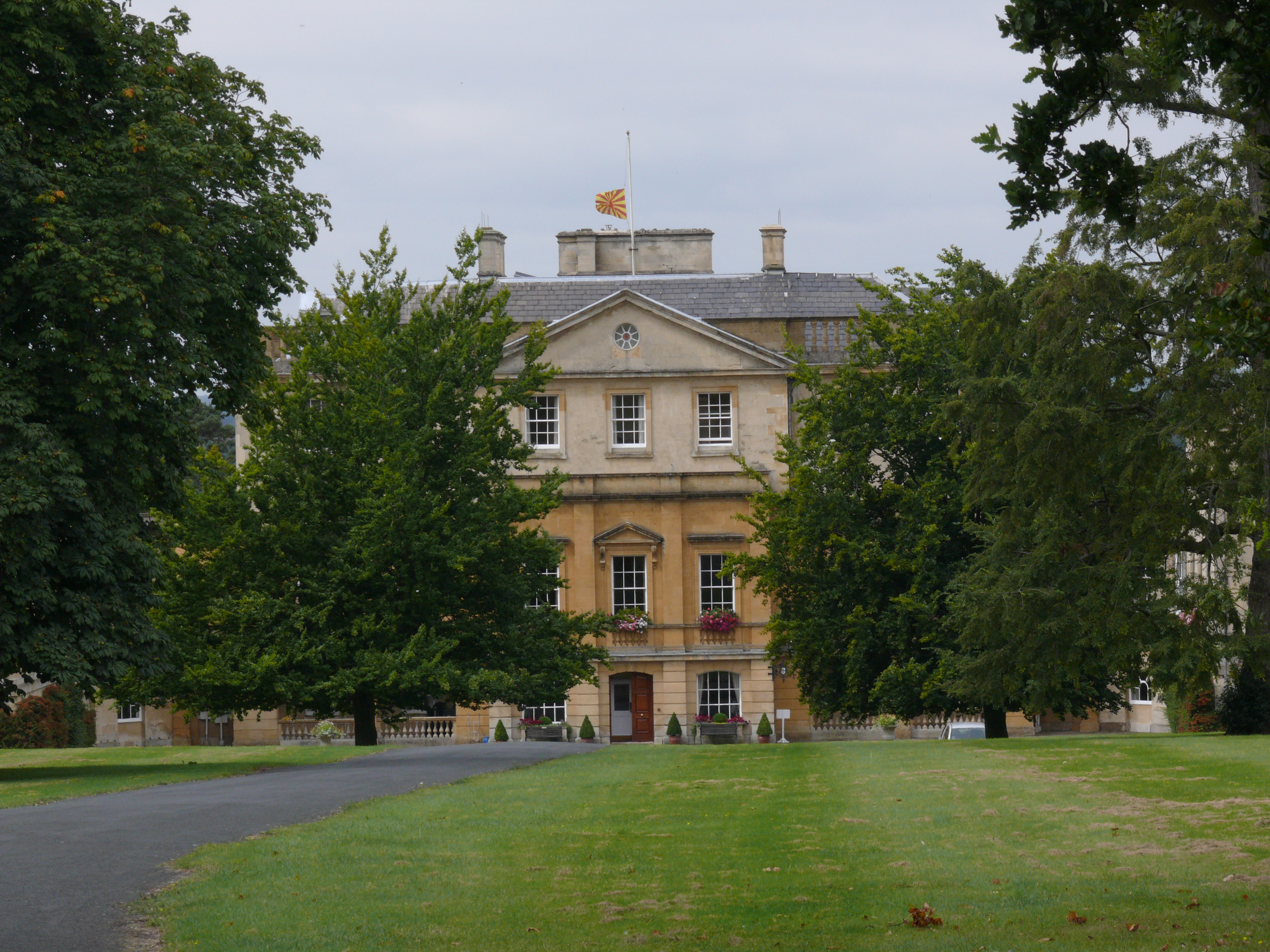
Global Retreat Centre, Nuneham House, Grafschaft Courtenay, nahe Oxford.

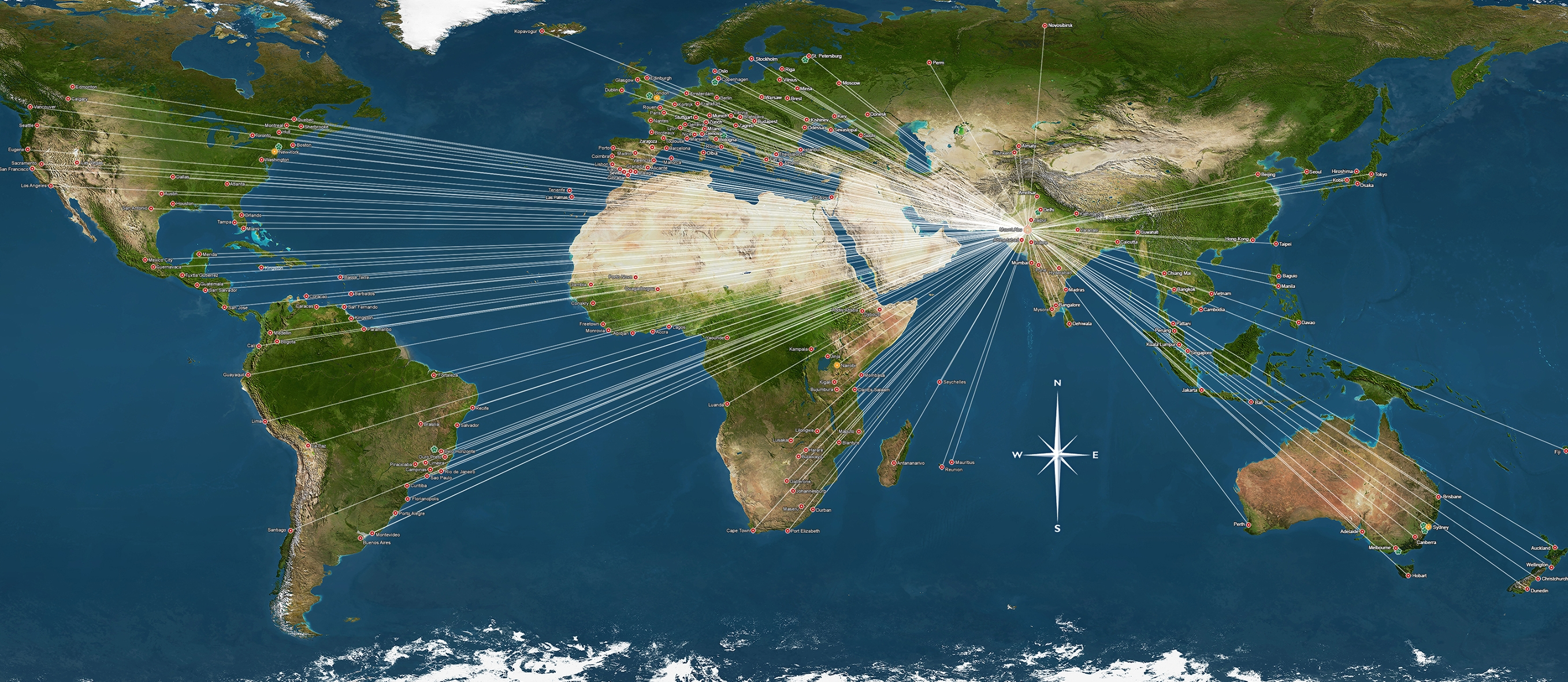
Die weltweite Expansion und das indische Hauptzentrum bei Mount Abu

Als Gegengruppe zur bisherigen Bewegung formierte sich 1969, also nach dem Tod von Brahma Baba, dem Gründer, die Adhyatmik Ishwariya Vishva Vidyalaya. Das beeinträchtigte aber nicht die folgende weltweite Expansion ab etwa 1970 mit neuen Zentren in London und Hongkong (1971). Inzwischen ist die BKWSU anscheinend in 110 Ländern mit mehr als 8.500 Raja-Yoga-Schulen vertreten, am stärksten in Indien.
Seit den 70er Jahren präsentieren sich die Brahma Kumaris verstärkt auf Kongressen, interreligiösen Veranstaltungen und mit internationalen Projekten, vielfach dem Frieden gewidmet. Als Nichtregierungsorganisation ist die BKWSU bei den Vereinten Nationen (VN/UNO) engagiert.
Bei Mount Abu ist mittlerweile ein weitläufiger Ashram-Komplex entstanden, nach eigenen Angaben mit einem Durchlauf von jährlich 2,5 Millionen Menschen, mit Vortragshallen, Herbergen und Verwaltungsgebäuden, mit gemeinnützigen Krankenhäusern seit 1989 und mit eigenem Radio- und Fernsehkanal für Indien.
Methoden der erneuerbaren Energie, v. a. der Solarenergie, erforscht seit Mitte der neunziger Jahre der World Renewal Spiritual Trust (WRST), eine Tochterorganisation der Brahma Kumaris.
Im Zuge dessen entstand damit auch das Solarkraftwerk India One mit deutsch-indischen Fördergeldern.
Der Schwerpunkt aller Aktivitäten liegt aber letztlich auf der Vermittlung von Raja Yoga, dem geistigen Yoga der Brahma Kumaris. Die weiteren Initiativen leiten sich daraus ab. Gefördert werden sollen mit Projekten, Kursen und Konferenzen v. a. Führungskräfte und Personen in den Bereichen Gesundheit, Medien, Umweltschutz und Sozialarbeit sowie Benachteiligte wie Drogenabhängige und Häftlinge, in und bei Mount Abu anscheinend auch die lokale Bevölkerung und deren Lebensumstände.
Inwieweit die Aktivitäten im Hauptzentrum, etwa zur Solarenergie, einen organisationsinternen Nutzen haben oder ob sie karitativ ausgelegt sind, erschließt sich dem Außenstehenden vor Ort. Ob die Projekte und Programme zur Persönlichkeitsentwicklung karitativen Charakter haben, lässt sich möglicherweise bejahen.
Angesichts einer solchen Expansion und der offensichtlichen Leistungsfähigkeit der Brahma Kumaris scheint effiziente Führung ein Merkmal der Bewegung zu sein, zumal die meisten Zentren weltweit von Laien geleitet werden, vor allem von Frauen. Wenigstens nach außen hin scheint sich hier eine Art modernes Matriarchat zu präsentieren.
Die Finanzierung der Kurse und Schulen erfolgt durch Spenden; auf Anonymität wird Wert gelegt. Die Bewegung bietet alle Angebote kostenlos bzw. zum Selbstkostenpreis an. Jedes Engagement ist ehrenamtlich – es ist ein weltweit gültiges Prinzip.
Frank Whaling hebt hervor: „Im Gegensatz zu vielen religiösen Traditionen, welche großen Wert auf Besitz legen, vermieden es die Brahma Kumaris in ihrem spirituellem Dienst, das Finanzielle zu betonen.“
Dieser Auffassung kann man z. B. die Größe des Haupt-Ashrams entgegenhalten. Auch außerindische – nicht deutsche Zentren –, etwa in England, sind großzügig dimensioniert. Die Vielzahl der Vorträge, Retreats und Projekte für Mitglieder und Gäste bedürfen jedoch einer größeren Logistik und Qualität an Unterkünften und Verpflegung. Damit gibt es zumindest ein pragmatisches, funktionales Verhältnis zum Besitz.
Das erste deutsche Zentrum entstand 1974 in Frankfurt/Main, was in den Jahren danach zu einer Expansion im deutschsprachigen Raum führte. Verwerfungen und Rückschläge gab es in den 1980er und 1990er Jahren. Schlagzeilen machte die Gruppierung um Heide Fittkau-Garthe, die um 1997/1998 auf Teneriffa eine eigene Bewegung leitete, das Trainingszentrum zur Freisetzung der Atmaenergie, was mit schweren Vorwürfen und polizeilichen Untersuchungen endete. In größeren deutschen Städten sind die Brahma Kumaris nach wie vor präsent.
Angeboten werden in Deutschland Kurse zum eigentlichen Lehrgegenstand Raja Yoga, zu positivem Denken, diverse Vorträge, außerdem eine monatlich stattfindende Weltfriedensmeditation sowie Audio- und Printmedien – das weltweite Standardprogramm. Die Leiterin der deutschen Raja Yoga Schulen ist die Inderin Didi Sudesh Sethi.
In Europa ist Brahma Kumaris am stärksten in Großbritannien vertreten, was sich mit der indisch-englischen Kolonialgeschichte erklärt. Die Zentrale der etwa 50 Niederlassungen in England liegt in London. Die Expansion in England scheint auch von Spannungen begleitet gewesen zu sein.
Trotz ihres Wachstums ist bisher die wissenschaftliche Rezeption überschaubar und beschränkt sich größtenteils auf den englischsprachigen Raum.

## Organisatorische Struktur und Mitgliedschaft

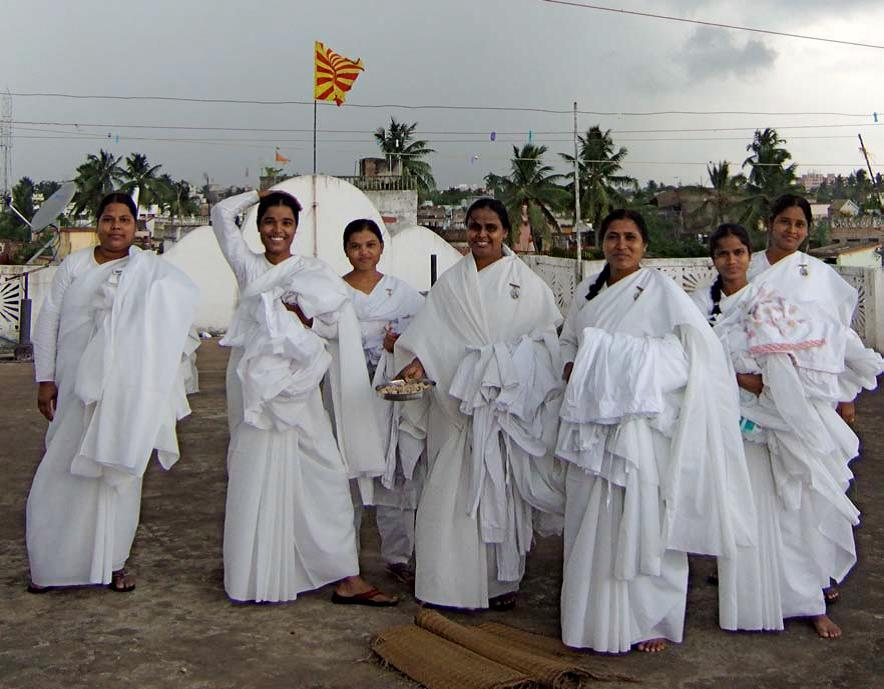
Indische Ordensschwestern auf dem Dach der Raja Yoga Schule in Odisha (ehem. Orissa), dem „Jhanjiri Mangla Centre“, Nordostindien (2008)

Die organisatorische Struktur der Bewegung unterliegt einer Dreigliederung:
- Die Mitglieder begegnen sich erstens als Familie, gleichwertig als spirituelle Brüder und Schwestern,
- zweitens auf der administrativen Ebene gemäß ihren Aufgaben, mit festgelegter, jedoch flach gehaltener Hierarchie,
- und drittens als Schüler (und Lehrer) in der spirituellen Welt-Schule, deren lokale Ableger sich gleichen, was die Inhalte und Führungsstruktur betrifft. Auf der Schul-Ebene sind alle Yogis Schüler.[64] Ihr erster Lehrer und die eigentliche Führungspersönlichkeit der Organisation ist BapDada, was nachfolgend erläutert wird.

Die organisatorischen Strukturen und die theologisch-spirituellen Absichten sind miteinander verflochten. Jede Position oder Aufgabe ist auch eine Lernaufgabe.
Persönliches Engagement, die Präsenz in den Schulen und ein Gefühl der Zugehörigkeit ergeben eine insgesamt eher lockere Mitgliedschaft. Identifikation und Intensität, mit der sich der Yogi auf die Gemeinschaft einlässt, hängen von der Lebenssituation und eigenen Befindlichkeit ab – vor allem aber vom Grad der übernommenen Weltanschauung und der Regeln der Ordensgemeinschaft.
Zu beobachten ist daher eine große Spannbreite
- von Mitgliedern, die den Einführungskurs besucht haben, mitunter der morgendlichen Lehrrede, der Murli, zuhören, aber weiterhin ihren eigenen Lebensstil pflegen,
- über Personen, die ohne Einschränkung dem Verhaltenskodex folgen, aber ihren beruflichen und familiären Pflichten nachkommen,
- bis hin zu Mitgliedern, die sich der Organisation überantwortet haben. Diese Personen kann man im klassischen Sinne als Ordensschwestern und -brüder bezeichnen. Insbesondere in Indien ist weiße Kleidung die „Ordenstracht“; bei Frauen ist es der weiße Sari.[66]

Der Übergang zwischen den ersten beiden Gruppen ist fließend und nicht ohne Weiteres feststellbar. Die Übernahme administrativer Aufgaben ist ein Unterscheidungsmerkmal für die Art der Mitgliedschaft. Sie bestimmt zu einem gewissen Grad die Stellung in der Gemeinschaft.
Die Mitgliederzahl in Deutschland und weltweit ist schwer einzuschätzen, da eine feste Zugehörigkeit ohne Mitgliederlisten kaum auszumachen ist. Vermutlich sind es zwischen 400.000 und 1.000.000 Mitglieder in Indien und wenige tausend außerhalb Indiens. In Deutschland mögen es einige hundert Mitglieder sein angesichts von bundesweit 15 kleineren Zentren.
Wegen der Größe der Organisation in Indien, aber auch wegen eines gewissen Missionsdrangs, könnte das Bestreben nach politischem Einfluss erwachsen. Die BKWSU versteht sich jedoch als spirituelle, nicht als politische Organisation. Politisch-wirtschaftliche Strukturen werden nicht in Frage gestellt, weil die Persönlichkeitsentwicklung und Weitergabe der Lehre im Vordergrund stehen.

## Lehre

### Shiva und Brahma
Die folgenden Terminologisierungen basieren laut Überzeugung der Bewegung auf Selbstoffenbarungen Gottes: Gott trägt den Namen Shiva, Dada Lekhraj heißt Brahma, Mitglieder der Bewegung heißen Brahmanen. Diese sind nicht zu verwechseln mit den Brahmanen der indischen Brahmanen-Kaste, wie auch Brahma und Shiva nicht zu verwechseln sind mit den gleichnamigen Hindu-Gottheiten.
Shiva ist eine Seele ohne Leib. Er braucht einen menschlichen Körper (= Brahma), um über Sprache und menschliche Persönlichkeit lehren zu können. Ansonsten könnte er nur durch Visionen und Eingebungen inspirieren.
Shiva lehrt seit 1936/37 mit und durch Brahma. Das heute offenliegende Wissen offenbarte Shiva nach und nach. Er ist der eigentliche Begründer der BKWSU. Beide Persönlichkeiten heißen BapDada (Vater und älterer Bruder, Großvater oder Onkel). Brahma ist eine spirituelle Vaterfigur.
Die Anrede der Brahmanen für BapDada ist meistens das intime, emotional nahe Baba oder ShivBaba. Den Namen „Gott“ (Bhagvān, Īshvar, Prabhū) benutzen Brahmanen kaum; er ist ihnen zu nüchtern. Sie sprechen von Baba im Singular – die Zweiheit ist für sie fast eine Einheit. Eine sprachliche und wesensmäßige Trennung ist kaum oder gar nicht möglich.

### Die Lehrreden
Das Lehrgebäude entstand im Laufe von Jahrzehnten durch Lehrreden, den Murlis. Sie heißen bis zum Ableben Brahmas 1969 Sakar Murlis. Seit seinem Tod soll sich Brahma in seinem Lichtkörper befinden. ShivBaba und Brahma Baba sprechen seitdem gemeinsam die Avyakt Murlis, indem sie durch den Körper von Schwester Dadi Gulzar lehren.
Beide Formen – die Sakar Murli und die Avyakt Murli – unterscheiden sich erheblich in ihrer Art: Die älteren Sakar Murlis richten sich in einfacher Sprache an Zuhörer mit hinduistischem Hintergrund; die neueren Avyakt Murlis sind sprachlich komplexer, psychologischer und damit kulturunabhängiger.
Übersetzen lässt sich „Sakar Murli“ als die „Bezaubernden Worte des Verkörperten Gottes“. Mit „Sakar“, zu Deutsch in etwa der „verkörperte Gott“, ist der lebende Brahma gemeint, vormals Dada Lekhraj. „Murli“ ist die Zauberflöte Krishnas bzw. Gottes, ein bekanntes Bild indischer Volksfrömmigkeit.
„Avyakt Murli“ ist eine vorwiegend im Westen gebräuchliche Bezeichnung – in Indien sagt man traditionell Avyakt Vani. „Avyakt“ heißt „unsichtbar“, „jenseitig“; „Vani“ ist die „heilige Stimme“. Eine „Avyakt Vani“ ist also die „Heilige Stimme des Jenseitigen“.
Dass göttliche Offenbarung vermittelt wird, schwingt demnach bei beiden Begriffen mit.
Prinzipiell lesen die Zentren weltweit und am selben Tag die gleiche Sakar Murli vor, normalerweise an sechs Tagen die Woche. Diese etwa 1.850 Murlis werden alle fünf Jahre wiederholt. Die inzwischen etwa 500 Avyakt Murlis werden nach und nach, ohne feste Reihenfolge, meistens sonntags, vorgelesen.
Intern wird die Lehre also durch die Murli weitergegeben. Für Interessierte bieten die Brahma Kumaris Vorträge an, Einführungskurse, Bücher und Informationen über das Internet. Die aufbereiteten Inhalte für die Öffentlichkeit leiten sich stets aus den Murlis ab.

### Eigenschaften von ShivBaba

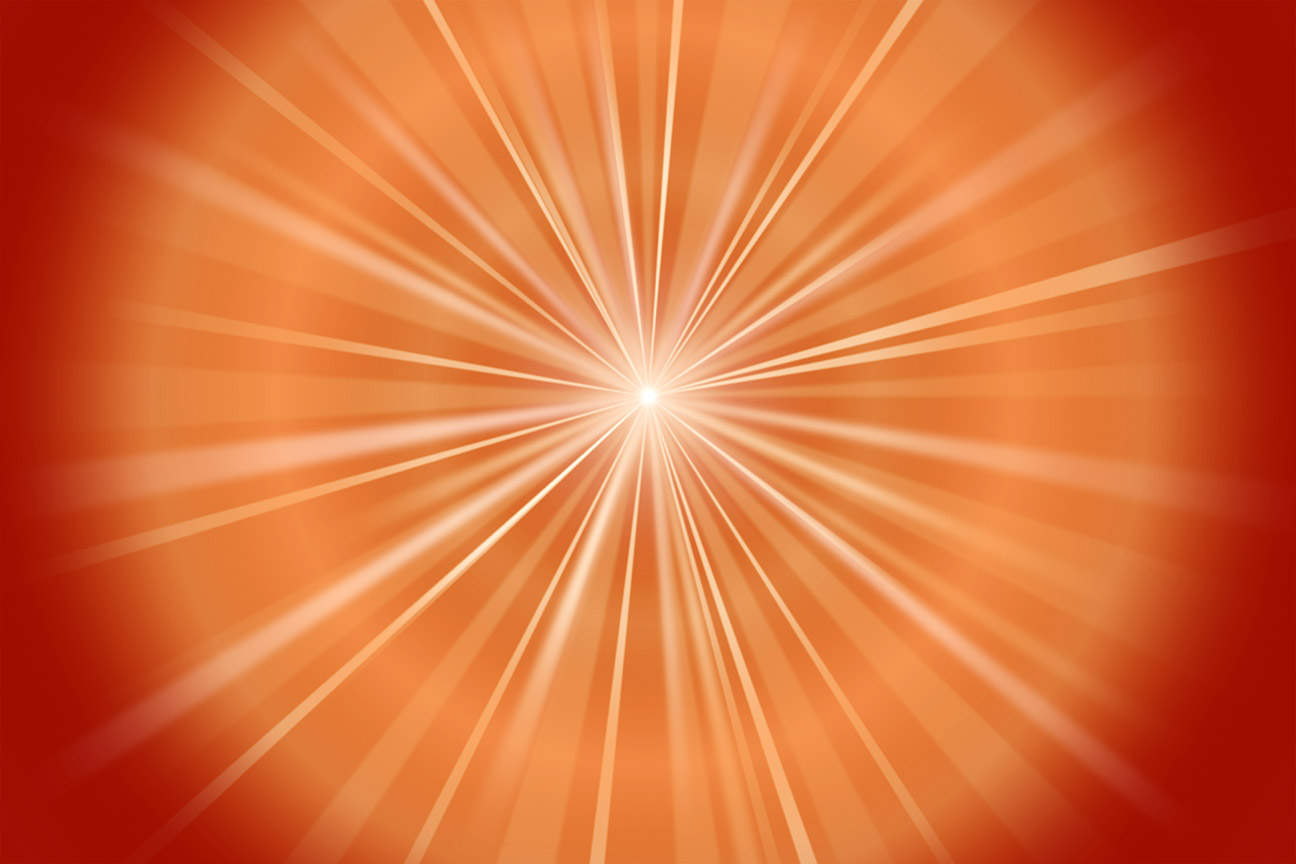
Das Bild der Höchsten Seele als Lichtpunkt

Gott mit dem Namen Shiva wird von den Brahma Kumaris auch als Höchste Seele (Param Ātmā) bezeichnet. Sie ist wie die Menschenseele (Ātmā) ein lebendiges Wesen aus Licht, ein weißer Lichtpunkt. Die Höchste Seele hat eine ovale und gold-rote Lichtaura. Gott hat somit keinen eigenen Körper, im Gegensatz zum Menschen. Er ist geschlechtslos und von der Materie getrennt.
Eine Sakar Murli erklärt: „Die Seele ist so winzig. (…) Auch die Höchste Seele ist ein winziger Stern.“ In einer anderen Sakar Murli sagt ShivBaba über sich: „Ihr seid Sterne, gerade so wie Punkte. Ich, die Seele, bin auch ein Punkt. Ich nehme jedoch keine Wiedergeburt. Mein Lobpreis ist verschieden (zu dem euren, Anm. d. Verf.).“
Dem Gesetz von Ursache und Wirkung ist der Eine nicht ausgesetzt, da er ohne Körper nicht handeln kann. Gottes charakterliche Qualität und innere Kraft sind, so die Brahma Kumaris, nicht an die physischen Voraussetzungen geknüpft. Der Unkörperliche teilt nicht die körperlichen Erfahrungen der Menschen, damit auch nicht ihre Gesetzmäßigkeiten. Von den Handlungen der Menschen wird er nicht beeinflusst. Deshalb braucht ShivBaba die Lebenserfahrung und den Körper Brahmas. Die Lebendigkeit Gottes ist folglich nicht mit körperlich-sinnlicher Lebendigkeit der Menschen zu vergleichen.
Gott kann denken und entscheiden. Seine Eigenschaften sind positiv: Nur ShivBaba ist immer liebevoll, barmherzig, selbstlos und daher unabhängig. Er ist ein liebender, kein strafender Gott. ShivBaba steht jenseits von Raum, Zeit und Materie, über Leben, Tod und Polaritäten wie Glück und Leid. ShivBaba ist das ewige Gleichmaß an Kraft und reiner Liebe.
Zu seinem ewigen Wissen gehört der Ablauf der Welt, weil er, der frei von körperlicher Gebundenheit ist, Vergangenheit, Gegenwart und Zukunft überblickt (Trīkaldarshi) und das wahre Selbst der Menschen erkennt.
Gott ist als eigenständige, lebendige Persönlichkeit nicht allgegenwärtig (Ubiquität, Pantheismus). Er ist aber für alle Menschen immer erreichbar und erfahrbar.

### Die jenseitige Lichtwelt
ShivBaba befindet sich normalerweise in einer Welt aus Licht, im Höchsten Ort (Paramdham). Diese Dimension ist ewiges, unendliches, gold-rotes Licht, Frieden, Stille, ein Nichts-Tun, jenseits von Zeit und Raum. Diese Heimat von Gott ist auch Urheimat aller Menschenseelen.

### Der Mensch
Für die Brahma Kumaris besteht der Mensch aus Körper und Seele. Der Mensch ist eine Seele, ein geistiges Wesen, und er hat einen Körper. Das Ich ist auf ewig ein Lichtpunkt, wie ein funkelnder Stern in der Mitte der Stirn, unsichtbar, das dritte Auge. Dieser Lichtpunkt ist nicht erschaffen. Die Seele (Ātmā) ist nicht aus einem Schöpfungsakt hervorgegangen. Gott ist diesbezüglich kein Schöpfer.
Die Seele, das lichtvolle Ich, ist das bewusste Element, der Kern. Der menschliche Körper gehört – was ohne Wertung zu verstehen ist – zur stofflichen, bewusstseinslosen Welt (Prakŗiti). Er ist nur mit inkarnierter Seele lebendig; beides gehört zusammen.
Die Seele hat drei „Organe“ oder Grundvermögen: Die Fähigkeit zu denken, zu fühlen und wahrzunehmen (Man/Manas), den urteilenden Verstand (Buddhi) und die teilweise unterbewussten Gewohnheiten oder Prägungen (Sanskāras).
Denken und Fühlen speisen sich aus Sinneswahrnehmungen und den Prägungen. An nichts zu denken ist auf Dauer unmöglich. Der Verstand ist die Instanz, die zwischen richtig und falsch unterscheidet. Zu Gewohnheiten bzw. Charakterzügen führen das Denken und die Entscheidungen des Verstandes. Beides formt ständig das Unterbewusstsein. Eindeutige, richtige Entscheidungen sind unmöglich, wenn ein klares Bewusstsein von sich selber fehlt. Mit dieser Klarheit ist das wahre Selbst gemeint, die Identifikation von sich als göttliches, möglichst gottnahes Wesen, als ein Mensch mit hohen Qualitäten.
Diese Funktionen sind eine Grundstruktur, die alle Menschenseelen mit der Höchsten Seele gemein haben sollen.
Insgesamt ergibt sich daraus ein Kreislauf aus Denken, Fühlen, Entscheiden und Tun. Die Aufgabe des Menschen ist, den Verstand auf die richtigen Entscheidungen hin auszurichten. Das Mitglied folgt daher dem Schulungsweg des Raja Yoga, der zuerst beim Verstand ansetzt und was nachfolgend erläutert wird.

### Raja Yoga

#### Definition

##### Abgrenzung zu anderen Yoga-Formen
Der von den Brahma Kumaris gelehrte Yoga ist nicht zu verwechseln mit indischen Yogarichtungen, die z. B. die Hingabe an eine Gottheit pflegen (Bhakti-Yoga), ein freies Handeln meinen (Karma-Yoga) oder ebenfalls als „Raja Yoga“ bezeichnet werden.
„Raja Yoga“ bedeutet übersetzt: die „königliche Verbindung“. Die Brahma Kumaris verstehen darunter die Verbindung mit Gott, eine größtmögliche emotionale Nähe mit dem Einen, eine „Unio Mystica“. Der Begriff und die Übersetzung sind also gleich, bezogen auf den „klassischen“ Raja Yoga. Geht man ins Detail, sind die Bedeutungen grundverschieden.
Die Brahma Kumaris werden im Folgenden „Raja Yogis“ oder „Yogis“ genannt.

##### Die vier Fächer des Raja Yoga der Brahma Kumaris
Den Raja Yoga der Brahma Kumaris kann man lernen: Er ist eine „Ausbildung“, eine geistige Schulung oder eine Art Studium. Indem der Yogi sich mit dem Wesen Gottes und seinem Wissen beschäftigt und den Einen erfährt, findet er sich zunehmend selbst und sein eigenes Maß an Göttlichkeit. Der Unkörperliche wird zum Spiegel.
Das Wissen strukturiert sich mit vier „Fächern“:
- Gyan: das „Wissen“, d. h. die Lehre oder Philosophie.
- Yoga: die „Verbindung“ mit Gott.
- Dharna: die „Verinnerlichung“. Gemeint ist, gute Eigenschaften einzuüben und am eigenen Charakter zu arbeiten.
- Seva: die Unterstützung und das Handeln zum Wohle anderer.[94]

Jede Murli enthält Aspekte zu diesen vier Fächern.
Ein idealtypisches Beispiel: Vermittels der Lehre (Gyan) ist es möglich, dass sich die Menschenseele, ein Lichtpunkt, mit der Höchsten Seele verbinden kann (Yoga). Die Lehrinhalte sind zu vertiefen, z. B. durch Reflexion oder Gespräch. Dies führt zu einer gefestigten Erkenntnis und zu einer Verhaltensänderung (Dharna). Wer jetzt etwas denkt, sagt oder tut, kann dies in der Verbindung mit Gott tun. Daraus ergibt sich von selbst ein positiver Einfluss auf die Umwelt. Die Handlungen werden zum Dienst zum Wohle anderer (Seva).
Der geistige Raja Yoga ist somit auch ein Yoga des Tuns, eine Lebensweise, und damit eine Ethik (dharma).

#### Die Beziehung zu Gott
Der „Raja Yoga“ der BK-Ordensgemeinschaft ist ein Terminus technicus. Der Yogi der Brahma Kumaris möchte vielmehr den Einen in seiner Liebe erfahren, d. h. in der Stille. „Das Ziel der Raja-Yoga-Meditation“, sagt der Religionswissenschaftler Frank Whaling, „ist, eine Kommunikation mit Gott zu erreichen – es ist nicht bloß eine Konzentrationsübung.“ In der Meditation erfährt er diese geistige, nicht sichtbare Verbindung, möglichst auch während seines Tuns und in der Interaktion mit anderen. Entsprechende Erlebnisse sind subjektiv; sie entziehen sich der Bewertung und Überprüfung. Die offensichtliche Gelassenheit von Raja Yogis in Extremsituationen (Resilienz) könnten diese Erfahrungen aber auf praktische Weise bestätigen.
Die Liebe zwischen Gott und dem Yogi ist daher auch eine Beziehung. Sie reift mit wachsender Selbst- und Gotteserkenntnis und gewinnt an Lebendigkeit, wenn der Yogi sie pflegt und gestaltet. ShivBaba, die Anrede der Yogis für Gott, ermuntert die Yogis über die Murlis, ihn als Vater, Mutter, auch als Kind zu erleben, als Lehrer, geliebten Partner und Freund, als Höchsten Seelenführer (Satguru).
Weil Gott, so die Brahma Kumaris, in seiner Lehrerrolle auf die Folgen negativen Tuns hinweist, ist er auch eine neutrale, übergeordnete Instanz: die Höchste Gerechtigkeit (Dharam Raj, wörtlich: König der Rechtschaffenheit). Diese Funktion wirkt in die Gott-Mensch-Beziehung hinein. ShivBaba ist aber auch hier für die Brahmanen der liebevolle, nicht der strafende Gott. Er macht seine Kinder aus Fürsorge aufmerksam.
Wie der Unkörperliche seinerseits die Beziehung pflegt und damit den Einzelnen aus der Stille heraus unterstützt (Sakash), ist gleichfalls individuell, intim und daher kaum nachprüfbar.

#### Die Trennlinie zwischen Mensch und Gott
Die Beziehungsangebote zwischen Mensch und Gott, d. h. zu ShivBaba, kann der BK-Brahmane annehmen, wenn er seine vielfältige Vergangenheit und seine psychischen Belastungen akzeptiert. Schädigende, auto-aggressive Gedanken und Handlungen, die aus der Vergangenheit herrühren, teilt BapDada in fünf Grundschwächen ein: in Habgier, Arroganz, sinnlich-sexuelle Begierden, Zorn und emotionale Abhängigkeit an Menschen und Dinge (Pānch Vikār).
In den Murlis ist dafür von der Māyā die Rede – der „Täuschung“ und „Illusion“, einem bekannten Begriff der indischen Philosophie. BapDada stellt „Māyā“ auf allegorische Weise als Person dar. Gemäß der Lehre gibt es also nicht wirklich die Personifikation der Täuschung oder des Bösen. Der Raja Yogi ist sich bewusst, dass es sich um eigene Fehler und negative Umwelteinflüsse handelt.
Die Grundvoraussetzung für die Hingabe des Brahmanen ist das Vertrauen in den Höchsten und in diesen Weg. Dazu gehört, mit Gott die eigenen Schwächen zu erkennen als Chance für eine persönlichkeitskonstante Veränderung des Charakters. Der Yogi wird auf diese Weise zum Treuhänder der Dinge und des eigenen Lebens. Mit dieser Unabhängigkeit und seelischen Freiheit entfalten sich Tugenden und Werte. Das Ziel ist, im Hier und Jetzt frei von ungewollten inneren und äußeren Einflüssen zu sein.
Die Materie- und Körperbezogenheit, das weltliche Bewusstsein, formt sich auf diese Weise zu einem „Seelenbewusstsein“ um, zu einem erwachten Ich, einer individuellen Fülle und Nähe zu ShivBaba. Gelebte Tugend, innere Kraft und Liebe gleichen sich dem Einen an. Das Ergebnis ist eine „Befreiung im Leben“ (Jīvan Mukti).

#### Der Alltag des Raja Yogis

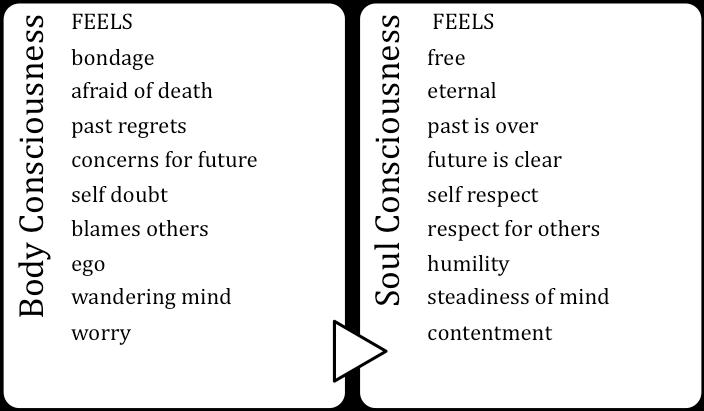
Die gegensätzlichen Erfahrungen des weltlichen Körperbewusstseins und des spirituellen Seelenbewusstseins

Wer ein Raja Yogi werden möchte, absolviert zunächst den so genannten Sieben-Tages-Kurs. Dieser Einführungskurs enthält die wesentlichen Informationen der Theologie der Brahma Kumaris. Der neue Yogi kann danach der morgendlichen Murli zuhören, sein frisches Grundwissen vertiefen und die Verhaltensempfehlungen auf sein Leben anwenden, den Höchsten Rat (Shrīmat).
Zur empfohlenen Lebensweise gehört das tägliche Murli-Studium und die Meditation mit geöffneten Augen, aber auch z. B. vegetarische Ernährung und der Zölibat. Beim hohen Einsatz des Yogis wirken „…sehr starke moralische und ethische Ideale.“
Die Basis für den Tag des Yogis ist das morgendliche Studium, bestehend aus Murli und Meditation. Die erste, private Meditation ist etwa ab 4 Uhr (Amritvela, wörtl.: die Nektarzeit), um die friedliche Atmosphäre der frühen Morgenstunden zu nutzen.
Ab 6 Uhr beginnt in den meisten BK-Yogaschulen die allgemeine Meditation, auf die eine halbe Stunde später die Murli-Lesung folgt. Die Yogis gehen anschließend ihren beruflichen und familiären Aufgaben nach. Eine abendliche Meditation rundet den Tag ab. Dieser Tagesablauf ist der Idealfall.
Eine Einweihung gibt es nicht. Rituale spielen eine untergeordnete Rolle, z. B. hinduistische Hochfeste moderat zu feiern. Der Todestag Brahmas, der 18. Januar, ist „…der einzige spezifische Brahmanen-Feiertag“. Als Ritual oder Pilgerfahrt kann man den Besuch des Hauptzentrums in Indien ansehen. Er soll jedoch vorrangig der eigenen Inspiration dienen, um z. B. ungestört vom Alltag meditieren zu können.
Der Raja Yogi der Brahma Kumaris bemüht sich daher um einen Mittelweg, der Spiritualität in den Alltag integriert.
Abschließend ist anzumerken, dass man das hier dargestellte Menschenbild der Brahma Kumaris und deren Ethik erst vollständig mit den restlichen Lehrsätzen erschließen kann, mit dem Geschichtsbild (Kreislauf-Modell) und mit Karma und Wiedergeburt, was weiter unten dargestellt wird.

#### Körperliche und geistig-göttliche Liebe
Der Raja Yogi entwickelt seine geistige Liebesfähigkeit, weil er mit dem Unkörperlichen eine lebendige Beziehung anstrebt. Sein Grundbedürfnis nach tiefer Liebe erfüllt sich in der Meditation mit dem Einen. ShivBaba inspiriert daher den Yogi, mit ihm eine nahe und vertrauensvolle Beziehung zu pflegen, auf gleicher Augenhöhe. Der Yogi will mit Gott das heilsame Gefühl der Einheit erleben.
Die Voraussetzung dafür ist jedoch die Zurücknahme der Identifikation mit allem Materiellen, mit dem eigenen Körper, der eigenen gesellschaftlichen Rolle (Beruf, Elternrolle, Stand etc.) und deren Bewertung. Es beinhaltet die Empfehlung von BapDada für ein breit aufgefasstes Verständnis von körperlicher und geistiger Reinheit, auch sexueller Art.
Die Forderung nach Keuschheit dient deshalb dem Zweck der ungestörten Verbindung mit dem Einen. Sie entspricht zwar religiösen Traditionen, z. B. dem christlichen Mönchstum oder dem indischen Ideal des Brahmacharya, kann aber bei Außenstehenden auf Kritik und Unverständnis stoßen.

### Karma und Wiedergeburt
Die Wiedergeburt ist für die Brahma Kumaris mit dem Karma-Gesetz untrennbar verbunden – mit dem Gesetz des Ausgleichs und dem Gesetz von Ursache und Wirkung. Jeder Mensch ist für sich verantwortlich; das nächste Leben ergibt sich aus der Qualität des vorherigen Lebens.
Ist jeder Charakterzug und jede Lebenssituation eine Reaktion, ein Ergebnis der Vergangenheit, so führt dieses Karma-Verständnis zur Verantwortung für die eigenen Gedanken und Taten. Das bewirkt spirituelles Wachstum. Anspruchsdenken, Opfer-Mentalität und Schuldzuweisungen kann der Yogi nicht dauerhaft aufrechterhalten. Er kann Gott nicht wegen des Leids in der Welt anklagen (Theodizee), nicht schicksalsergeben (Fatalismus) und schwarzmalerisch sein (Defätismus). Gott bleibt seinerseits liebevoll und unabhängig gegenüber den Taten der Menschen; er kann ihn nur auf die Folgen hinweisen.
Das Endziel des Yogis ist, nicht nur frei von inneren und äußeren Einflüssen zu sein, sondern auch von den tief sitzenden Auswirkungen des Karmas vieler Leben (karmātīt). Der Gründer, Brahma bzw. Dada Lekhraj, soll das geschafft haben, als er starb. Die Lehre besagt aber, dass jeder Mensch, der sich mit vollen Kräften einsetzt, dieses Ziel erreichen kann.
Bei ungenügender Auseinandersetzung mit sich selbst kann Veränderung nur unter äußerem Druck stattfinden (persönliche Krisen, Krankheiten, soziale Unruhen). Sollte der BK-Brahmane seine ursprüngliche Identität nicht bis zum Tod entwickelt haben, so erkennt er beim Sterben schmerzhaft, was er nicht hat umsetzen und neutralisieren können.
Dank der oben dargelegten Beziehungen mit dem Einen findet der Yogi aber die Kraft, sich dieser Aufgabe zu stellen. Der Eine begleitet und beschützt den Yogi, der sich seinerseits den Impulsen von ShivBaba öffnet.
Inspiriert der Unkörperliche den Yogi, so handelt er durch bzw. mit ihm – stets jedoch zum Wohle anderer. Jegliches, auch inspiriertes Handeln geschieht im Rahmen der Eigenverantwortung des Yogis. Der BK-Brahmane ist sich dieser Rolle bewusst und trägt die höhere Führung mit. Er ist kein willenloses Werkzeug. Die Voraussetzung dafür ist: Der Yogi hat sich im Laufe seines Lebens für diesen Einfluss geöffnet, weil er an sich gearbeitet hat.
Die Reinkarnation ist für den Yogi eine natürliche Vorstellung. Er kann nur in dieser Welt als Mensch wiedergeboren werden, weil die immaterielle Lichtpunktseele die menschlichen Erfahrungen, Eigenschaften und Emotionen wie Glück und Leid in sich trägt.

### Der Weltkreislauf

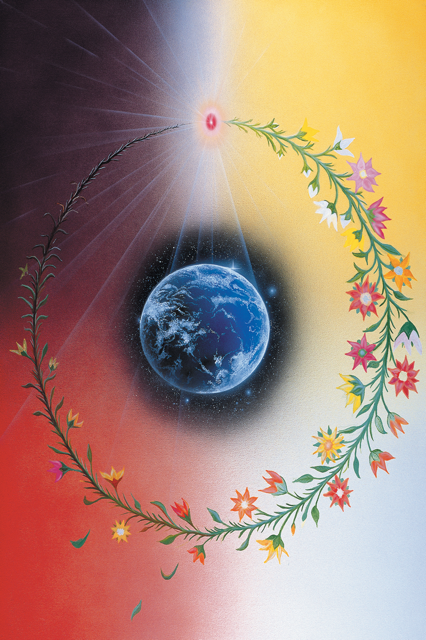
Die Entwicklung der Menschheitsgeschichte als Kreislauf, symbolisch dargestellt als „Floral Cycle“.

Für das Verständnis der BK-Ordensgemeinschaft ist es unabdingbar, deren Geschichtsbild zu begreifen. Erst dann erschließen sich dem Betrachter das Menschen- und Gottesbild.
Die Menschheitsgeschichte, so die Brahma Kumaris, ist ein Kreislauf. Er endet nie und kehrt zum selben Ausgangspunkt zurück. Er wiederholt sich also identisch und ewig, vergleichbar einem Film, von den Yogis Drama genannt. Ein Zyklus dauert ungefähr 5000 Jahre. Er besteht aus vier gleich langen Zeitaltern und einer Zeit des Übergangs zwischen dem ersten, dem Goldenen Zeitalter, und dem letzten, dem Eisernen Zeitalter. In dieser Zeit soll sich die Menschheit jetzt befinden.
Das Leben ist vorherbestimmt – lässt aber Raum für die eigene Entscheidung (Willensfreiheit). Die Vorherbestimmung zeigt sich in der Rückschau. Die vorherbestimmte Zukunft ist nicht erkennbar.
Für die Brahmanen ist der Kreislauf die für sie logische und hermetische Erklärung der Welt- und Heilsgeschichte, ein unverrückbarer Pfeiler ihrer Lehre und entscheidend für ihre Weltsicht.
Die BKWSU greift scheinbar den indischen Geschichtsmythos der vier Zeitalter auf. Wegen der geringen Zeitdauer und identischen Wiederholung korrigiert sie aber ihrer Meinung nach dieses Geschichtsbild. Beiden gemein ist, dass sie „...ein prinzipiell gleiches Geschichtsbild des Abstiegs ausdrücken.“

#### Das Goldene Zeitalter
Die Menschheitsgeschichte „beginnt“ für die Raja Yogis der Brahma Kumaris mit dem Goldenen Zeitalter (Sat Yuga, wörtl.: das Zeitalter der Wahrheit), einer friedlichen, paradiesischen Welt. Sich als geistiges Geschöpf zu empfinden und nach dem Tod einen neuen Körper zu erhalten, ist die „Spiritualität“ jener Zeit. Glaube, Verehrung und die Erinnerung an Gott oder an das Göttliche gibt es nicht, weil die Menschen zufrieden sind. Jeder ruht in sich selbst und erfährt Geborgenheit in seiner Familie. Man lebt aus sich heraus, Kindern vergleichbar. Es gibt nur ein positives, wohlwollendes Denken. Dank des Wohlstands hat jeder, was er braucht. Poesie, Tanz und Theater bereichern das Leben dieser göttlichen Menschen. Den hohen Lebensstandard garantieren ganzheitliche, sanfte Technik und Wissenschaft.
Die Natur ist harmonisch und fruchtbar; alles wächst und gedeiht. Der Lebensraum zu Beginn des Kreislaufs ist das heutige Nordindien mit anfangs knapp einer Million Bürger. Die Wüste Thar in Rajasthan zum Beispiel, nahe Pakistan, soll es zu dieser Zeit nicht gegeben haben.
Die Gesellschaftsform ist eine Monarchie eines geeinten Königreichs mit dem ersten Königspaar Lakshmī und Nārāyana. Dieses Königreich funktioniert ohne Polizei, Armee und mit minimaler Verwaltung. In dieser utopisch anmutenden Welt gibt es weder Gesetzlosigkeit, noch Armut, Krankheit oder vorzeitigen Tod.
Die Menschen sollen bis zu 150 Jahre alt werden. Sie haben harmonisch gestaltete Körper.
Wie diese göttlichen Menschen Nachkommen zeugen, bleibt Spekulation, da es eine Sexualität im heutigen Sinne nicht geben soll.
Das Goldene Zeitalter ist daher schöner und besser als die heutige Welt, aber nicht grundsätzlich von ihr verschieden. Sie ist völlig rein, nicht extrem und in ihrem höchsten geistigen und energetischen Zustand (satopradhan). Die Murlis liefern selten genaue Angaben zum Leben dort, verweisen aber als Zukunftsperspektive immer auf diese Zeit.

#### Das Silberne Zeitalter
Nach 1250 Jahren, so die Brahma Kumaris, beginnt die zweite Epoche des Paradieses: das Silberne Zeitalter (Tretā Yuga). Allmählich kommt, ohne dass es die göttlichen Menschen wissen, ein Gesetz zum Tragen: Jeder Mensch verbraucht Leben für Leben innere Kraft – ein schleichender Prozess, ähnlich einem Menschen, der älter wird. Im Unterbewusstsein sammeln sich die Erfahrungen vorheriger Leben an. Das gilt für jeden Menschen, gleich, wie viele Leben er durchläuft. Die Lebensspanne verringert sich von 150 auf etwa 125 Jahre.
Die Unterschiede nehmen zu, die Weltbevölkerung wächst, die Frische und Kraft der Materie wird schwächer. Die Ernten sind z. B. weniger reichhaltig. Kriege gibt es nicht bis zum Ende dieser Epoche.
Gott befindet sich während der ersten paradiesischen Kreislaufhälfte – wie fast während der gesamten Zeit eines Zyklus – in der immateriellen, lichtvollen Welt, am Höchsten Ort (Paramdham). Er muss nicht eingreifen; die Welt ist gottgemäß.

#### Das Kupferne und Eiserne Zeitalter

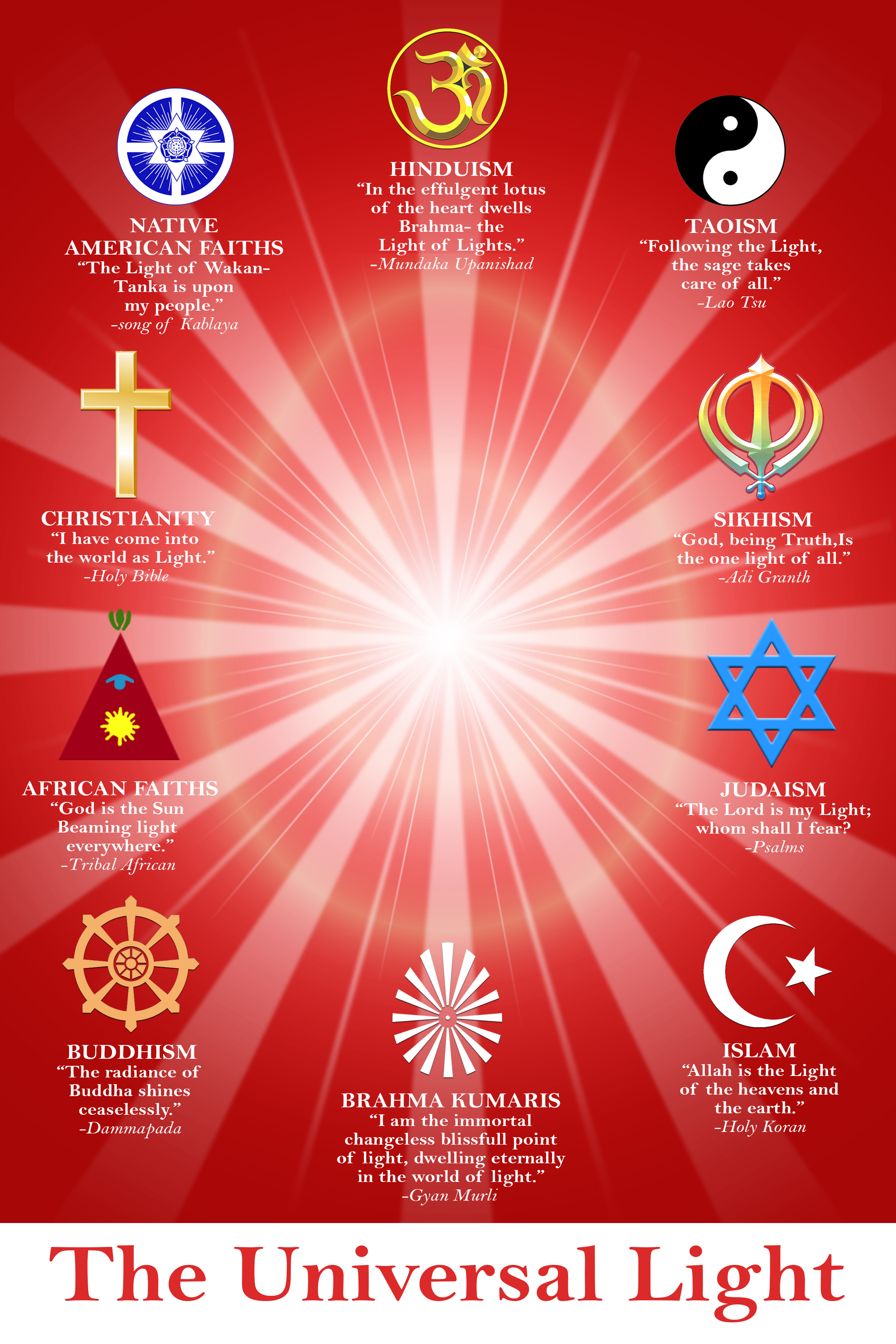
Gott, das weltumspannende Licht, an das sich Religionen erinnern.

Gemäß der Lehre der BK-Yogis gibt es nach der harmonischen, paradiesischen Zeit, der ersten Kreislaufhälfte, eine umfassende Veränderung der Erde.
Der Grund soll bei den damaligen Menschen zu finden sein: Die langsam schwindende seelische Kraft bewirkt einen Verlust an Souveränität, eine allmähliche Veränderung der Persönlichkeit. Die Einheit mit sich selbst geht verloren, die Dualität kommt mit einer Ahnung von Glück und Leid auf, von richtig und falsch. Aus dem Sein, das zwanglos für sich steht, wird ein Haben, der besitzergreifende Blick auf das Gegenüber. Was entsteht, ist die Bedürftigkeit nach dem Du als neue Farbe im menschlichen Miteinander. Die Identifikation mit dem eigenen Körper und der eigenen Rolle nimmt zu. Die paradiesische Gesellschaftsordnung verliert ihre Grundlage.
Wie innen so außen: Verändert sich die Geistes- und Gedankenkraft auf derart massive Art und Weise, beeinflusst sie die Materie nachhaltig. Gemäß den Brahma Kumaris bewirkt das verschobene kollektive Bewusstsein eine Destabilisierung alles Stofflichen. Das betrifft die Körper der Menschen und die gesamte Natur, also auch die Geologie sowie die Tier- und Pflanzenwelt. Die Folge ist eine Umwälzung, ein Bruch, eine Art Sintflut. Nach einem Polsprung mit dann gekippter Erdachse und Naturkatastrophen, z. B. Erdbeben und Überschwemmungen, entstehen die Jahreszeiten und ein anderes, extremeres Weltklima. Aus dem Wasser steigen die heutigen Kontinente auf.
Die vorher hohe Zivilisation war Ausdruck von Harmonie und gewaltloser Ethik. Diese Kultur ist nun verschwunden; die Menschen vergessen sie. Sie sind aus dem Paradies vertrieben worden; Atlantis ist versunken. Wolf und Lamm leben nicht mehr friedlich zusammen, sondern teilen sich ab jetzt auf in Jäger und Beute. Die zweite Kreislaufhälfte hat begonnen: das Kupferne Zeitalter (Dvāpara Yuga = wörtl.: das Zeitalter der Dualität).
Die uns heute bekannte Welt entfaltet sich. Stämme und Reiche kommen auf und führen gegeneinander Krieg. Verteilungskämpfe und Krankheiten zeugen bis heute von Not und Angst der Menschen. Das eigene Wohl und Heil wird von nun an durch Wut, Begierden, Hochmut usw. beschädigt.
Seit diesem Bruch gibt es Anbetung, Religionen und die Suche nach sich selbst. Im alten Indien, wie fast überall sonst auf der Erde, bildet sich der Glaube an einen Götterhimmel heraus. Nach und nach entstehen die großen Weltreligionen, d. h. erst seit etwa 2500 Jahren.
Philosophien und Religionen sind seit dieser Zeit von wachsender Bedeutung. Sie halten die Frage nach Gott und der übergeordneten Wahrheit wach. Sie sind eine Lebenshilfe und beschreiben den Kampf zwischen Gut und Böse, zwischen förderlichem und schädigendem Denken und Handeln.
Die Lehrbilder vom Weltenbaum (Kalpa-Baum), vom Weltkreislauf und von der Welt-Treppe fassen diesen Verlauf und Abstieg zusammen.
Eine eindeutige Zäsur zwischen dem Kupfernen und dem letzten, dem Eisernen Zeitalter (Kali Yuga), ist nicht auszumachen, auch nicht für die indische Welt. In den antiken, auch noch mittelalterlichen Gesellschaften des Abendlandes war das Göttliche, schließlich Jesus Christus, der Bezugspunkt im Leben. An diese Stelle sind nach und nach Rationalität und Materialismus getreten, endgültig seit den Massengesellschaften des 20. Jh.
Die Lebensqualität ist im Vergleich zur paradiesischen Zeit deutlich zurückgegangen. Die durchschnittliche Lebensdauer der Menschen ist in der zweiten Kreislaufhälfte wegen Krankheit, harter Arbeit und vorzeitigem Tod stark gesunken. Die Beziehungen der Menschen untereinander verursachen schließlich mehr Leid als Glück; die Welt befindet sich auf ihrem geringsten geistigen und energetischen Niveau (tamopradhan).

#### Das Übergangs-Zeitalter

##### Die jetzige Heilszeit

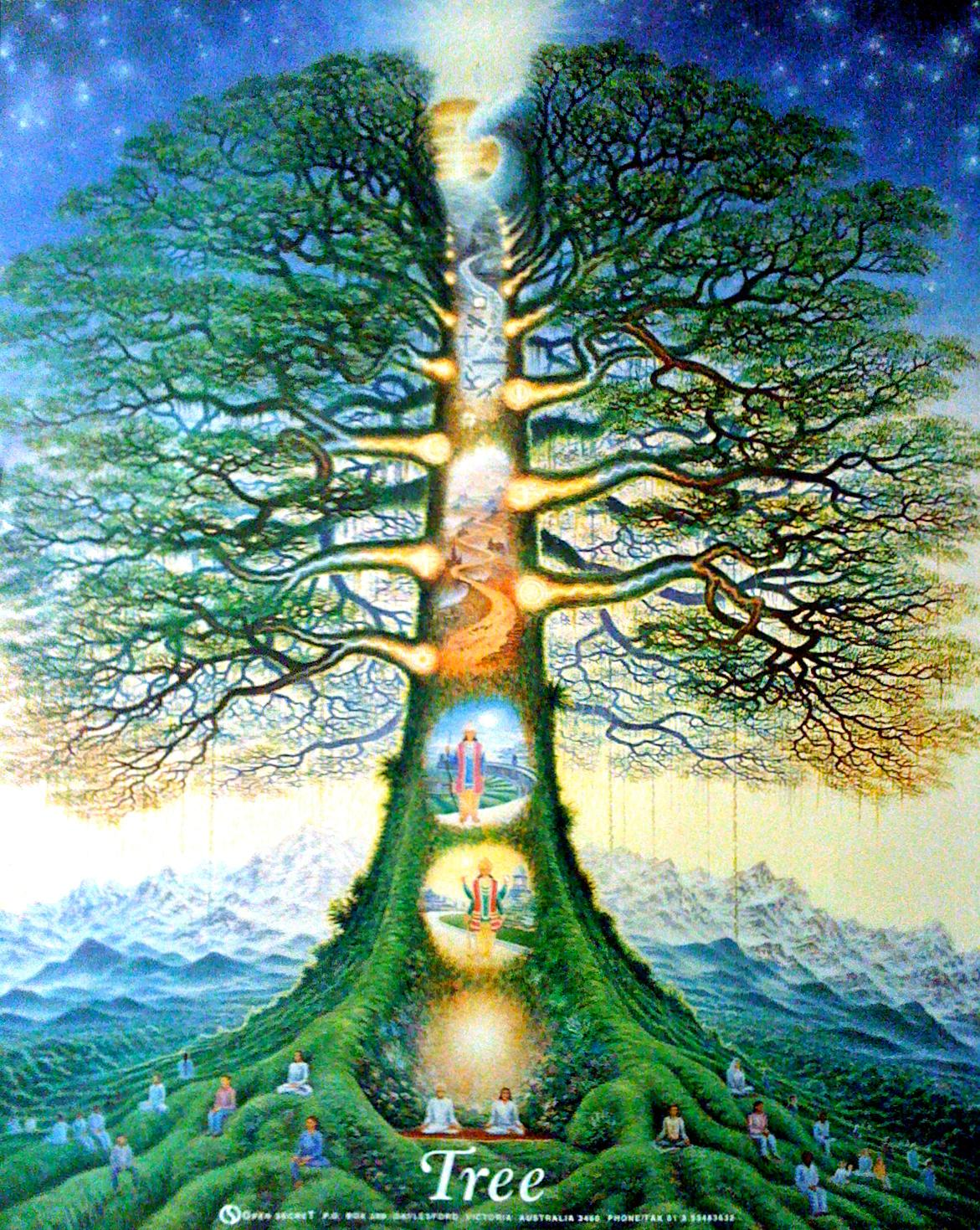
Australisches Bild vom Lebensbaum mit den vier Zeitaltern

Aufgrund z. B. der zwei Weltkriege, der Umweltzerstörung und atomaren Bedrohung befindet sich die Menschheit seit dem 20. Jahrhundert zunehmend in einer Sinn- und Existenzkrise. Daher greift, so die Brahma Kumaris, Gott aus Barmherzigkeit derzeit und aktiv in die Geschicke der Menschen ein. Die Menschheit geht einem Übergang entgegen – zwischen der heutigen, Ressourcen verzehrenden und bedrohten Welt und einer von Gott erneuerten Welt.
Damit ist die jetzige Epoche die eigentliche und „einzigartige Heilszeit“. Im Zusammenfluss- oder Übergangs-Zeitalter (Sangam Yuga) wird sichtbar, dass der Kreislauf aus einem passenden, in sich schlüssigen Zusammenspiel der Menschenseelen, der Materie und Gott besteht, und dass sich nach einem allmählichen Abstieg wieder der vergleichsweise schnelle Aufstieg vollzieht. Während jeder äußerlich im Eisernen Zeitalter lebt, können jene in das Übergangs-Zeitalter „wechseln“, die ihr Bewusstsein öffnen und verändern. Die Zeitalter überlappen sich.
Die paradiesische Welt wieder zu errichten, ist Gottes bzw. Shivas wichtigste Aufgabe in der jetzigen Zeit. Sein ewiges Wissen und seine Liebe bietet er den Menschen an. Mit seiner Hilfe sollen sie ihre seelische Qualität wieder zu ihrem persönlichen Maximum entfalten können. Eine seelische Erneuerung betrifft die Raja Yogis, im Grunde aber alle Menschen.
Das Übergangs-Zeitalter ist im Kreislauf also die Epoche zwischen dem Eisernen und Goldenen Zeitalter. Sie ist kurz, umwälzend und intensiv. Die genaue Zeitdauer der jetzigen Übergangs-Epoche ist noch unklar. Es mögen etwa hundert Jahre sein. Begonnen hat es, als Shiva um 1936/37 in den Körper Brahmas eintrat. Mit der Krönung des ersten Kaiserpaares des Goldenen Zeitalters endet es, mit Lakshmī und Nārāyana. Gott soll sich nur in der jetzigen Phase den Menschen durch einen Körper zeigen, durch Brahma bzw. derzeit durch Schwester Dadi Gulzar.
Im Hinduismus ist ein solch einschneidendes, fünftes Zeitalter unbekannt. Es bildet einen Gegensatz zu den vier Zeitaltern, den Yugas der indischen Philosophie, die über Jahrmillionen gehen, aber auch zu den kurzen Zeitaltern der Brahma Kumaris, die insgesamt nur etwa 5000 Jahre ergeben.

##### Persönlichkeits- und Weltverwandlung, Eschatologie
Wer als Raja Yogi der Philosophie und den Regeln (Maryādās) des Ordens zustimmt, also auch dem Kreislauf, für den beginnt die eigene „Pilgerreise des Erinnerns“. Es ist die Erinnerung an die göttliche Existenz in einer paradiesischen Gesellschaft, die er vergessen hat. Wie jeder Mensch hat er im Laufe der Leben seine seelische Stärke verbraucht. Sein Selbstwert, seine ursprüngliche Identität, ist verloren gegangen.
In dieser jetzigen Zeit kann der Yogi seine Vergangenheit und damit seine Zukunft erkennen. Er erlebt das Abenteuer, dass er wieder wird, was er war. Diese Rückbesinnung führt dank des Wissens und der Kraft Gottes zu innerer Freiheit und Souveränität. Die Erfahrungen im Übergangszeitalter sind die Voraussetzung für ein befreites Leben (Jīvan Mukti) im Goldenen Zeitalter.
Scheinbar gefangen in der fast nicht zu erkennenden Vorherbestimmung und Wiederholung, steht es jedoch jedem frei, sich zu entscheiden und in der jetzigen Wendezeit die ihm gemäße Form und Lebensweise zu finden. Das gilt ewig für jeden Kreislauf.
Es ist ein Paradoxon, weil jeder seinen Lebensweg vergisst, den er in der Zukunft hat und früher hatte. Es mögen Ahnungen auftauchen, in der Regel jedoch keine deutlichen Erinnerungen. Dieses Paradoxon soll eine Gesetzmäßigkeit sein.
Die seelische Erneuerung soll schließlich Kräfte freisetzen, die die Regeneration, den Umbau der Erde, bewirken sollen (Palingenesis, Apokatastasis). In den nächsten Jahrzehnten kommt es zu einer kurzen, plötzlichen „Endzeit“ (Apokalypse, Kataklysmus, Ekpyrosis). Visionen dieser Art erfuhr Brahma. Gemäß der Theologie der Brahma Kumaris entspricht diese Katastrophe dem Krieg der indischen Mythen (Mahābhārata).
Danach soll die regenerierte Welt wieder paradiesisch, gottgemäß und goldenzeitalterlich sein. Was 2500 Jahre zuvor aus dem Lot geraten ist, soll sich wieder korrigieren.
Das Weltbild ist daher als „endzeitlich“ zu kategorisieren (engl.: „millenarian“). Es ist jedoch nicht wirklich endzeitlich orientiert, weil die Yogis den stetigen Fortgang der Menschheitsgeschichte vor Augen haben. Das vermeintliche Ende ist ein Übergang. Einen Austritt aus dem Kreislauf, eine endgültige Erlösung, streben die Brahma Kumaris nicht an, weil es diese aufgrund der Wiederholung nicht geben kann.
Wie sich die Transformation der Erde exakt vollziehen soll, ist gegenwärtig unklar. Menschen leben immer auf der Erde; eine Vernichtung des Planeten gibt es nicht. In den bisherigen Murlis finden sich dazu keine genauen Angaben.
Gott ist kein Schöpfer, der etwas Neues und Unbekanntes erschafft – er ist die maßgebliche Instanz, die das Alte und Verbrauchte erneuert. Nur in diesem Sinne ist der Unkörperliche bzw. ShivBaba ein Schöpfer. Die Allmacht und Wahrheit Gottes würden sich auf diese Art beweisen, da das Werk einer Welterneuerung nur Gott zu leisten imstande wäre.
Gottes Helfer zu sein und in seinem Sinne zu handeln, ist verknüpft mit der seelischen Transformation. Aus der liebevollen Beziehung zu ShivBaba erwächst die Verantwortung, ihn bei dessen Werk zu unterstützen. Die Rückgabe der Liebe ist, sich in den Dienst Gottes zu stellen. Das verlangt als Vorbereitung Charakterfestigkeit, Realitätssinn und eine eigene „Erinnerungskultur“. Die Umwandlung des Selbst soll schließlich die Transformation der Welt bewirken.
Zum Ende des Übergangs-Zeitalters kehren die Seelen in ihrer Urform eines Lichtpunktes in die Lichtwelt zurück. Es ist eine Rückkehr zu Gott. Alle Menschenseelen, befreit vom Körper und von allen stofflichen Verbindungen zur Welt, finden zurück zum absoluten Anfang. Diese neue Welt zu errichten und alle Menschen zurückzuführen, sind ShivBabas vordringlichste Aufgaben in der jetzigen Zeit.
Nach der Zeit in der Stille tritt jede Seele erneut in die materielle Welt ein, in den nächsten Kreislauf, jede zu ihrem passenden Zeitpunkt und gemäß ihrer individuellen Rolle, etwa gleich am Anfang, im Goldenen Zeitalter, oder am Ende, im Eisernen Zeitalter. Der richtige Zeitpunkt hängt ab von Charakter und Ethik des Individuums sowie von der Moral der Gesellschaft. Beides muss zusammen passen.
Die Menschheit durchläuft nach dem jetzigen Übergang zum Goldenen Zeitalter erneut die beschriebenen Bewusstseinsstufen mit ihren materiell-stofflichen Auswirkungen, d. h. einen Abstieg, bis Gott das Übergangszeitalter mit seinem Kommen ein weiteres Mal einläutet.
Der Öffentlichkeit wird die gesamte Lehre vielfältig präsentiert, in Indien z. B. mit spirituellen Ausstellungen und über das Internet, in Deutschland bspw. mit Vorträgen in den eigenen oder in angemieteten größeren Räumlichkeiten. Die Lehre möchte nach eigenen Angaben eine Hilfestellung für die eigene Erkenntnis sein. Sie richtet sich an jeden Menschen, gleich, ob er sich mit den Inhalten der BKWSU identifiziert oder nicht. Die Brahma Kumaris sind daher bestrebt, eine moderate Missionierung zu betreiben, die weniger offensiv, eher informativ sein möchte.

#### Kritische Anfragen zum Kreislaufmodell
Nach Überzeugung der Brahma Kumaris hat ShivBaba das Wissen um den Kreislauf von nur 5000 Jahren offenbart. Ihn als wahr zu präsentieren oder als wahrscheinlich darstellen zu wollen, ist eine defensive Position, da die bisherigen Erklärungsversuche zur Menschheits- und Erdgeschichte meinungsbildend sind und dem sehr kurzen Kreislaufmodell der Brahma Kumaris widersprechen.
Die anerkannten und akzeptierten Erklärungen zur Welt- und Erdgeschichte (Evolution, Urknall usw.) sind hingegen plausibel, jedoch nicht abschließend bewiesen. Fragen bleiben offen, z. B. warum Religionen erst vor einigen Jahrtausenden entstanden sind, nicht schon vor Hunderttausenden oder Millionen von Jahren.
Das Geschichtsbild des Kreislaufs ist nicht neu: Stämme, Kulturen und Persönlichkeiten waren von einem solchen Ablauf überzeugt (Hopi-Indianer, Aborigines, Maya, germanische Götterdämmerung, Hesiod, Platon etc.). Die Version der Brahma Kumaris irritiert mehr wegen der Kürze und identischen Wiederholung, aber auch, weil der moderne, westliche Mensch ein mehr lineares Geschichtsverständnis hat. Er berücksichtigt kaum solche uralten Vorstellungen – von der Natur und ihren Kreisläufen hat er sich weitgehend abgekoppelt.
Die Lehre der identischen Wiederholung findet sich nicht in der indischen Geistesgeschichte, jedoch bei abendländischen Stoikern und bei Nietzsche (Zarathustra). Philosophisch gesehen dürfte es daher wenig Gründe geben, die Überzeugung von der ewigen Wiederkehr des Gleichen als irrational zu verwerfen, zumal es kulturgeschichtliche Hinweise gibt, das es so sein könnte.
Naturwissenschaftliche Fragen, die sich aus der exakten Wiederholung ergeben, etwa zur Schwerkraft, bleiben offen. Der Rahmen ist eng, um dieses Geschichtskonzept gerade in diesem Bereich als wahrscheinlich darzustellen. Abschließende „Beweise“ der Brahma Kumaris stehen aus.
Die Murlis, die die Grundlage der Lehre sind, argumentieren zur Kürze des Kreislaufs und zur exakten Wiederkehr nicht empirisch-wissenschaftlich, sondern gewissermaßen seelisch, an das eigene Unterbewusstsein rührend. BapDada stellt diese Information in den Raum; er beweist nichts. Die Zuhörer werden somit auf sich selbst und auf ihre „Wahrheit“, ihre Bestimmung, verwiesen.

## Die Persönlichkeit Avyakt BapDada
Die Basis des Studiums ist für den Raja Yogi der Brahma Kumaris die Lehre, die im Laufe von Jahrzehnten aus den Murlis entstanden ist. Dieser Prozess der Lehrbildung ist noch nicht abgeschlossen, da BapDada immer noch Murlis spricht. Nach den Sakar Murlis aus den 1960er Jahren, gesprochen von Brahma und ShivBaba (= Sakar BapDada), lehren beide nun durch das Trance-Medium Schwester (Dadi) Gulzar. Die Persönlichkeit heißt „Avyakt BapDada“. Die Lehrtexte sind die „Avyakt Murlis“, in Indien zumeist „Avyakt Vanis“ genannt.
Im Glaubensleben eines Raja Yogi nehmen die Murlis und die Persönlichkeit von BapDada einen sehr hohen Stellenwert ein.
Typischerweise läuft gegenwärtig ein Treffen von Zuhörern mit Avyakt BapDada wie folgt ab:
Vor mittlerweile 15.000 bis 20.000 Menschen spricht Avyakt BapDada die Murli. Schwester Gulzar geht in eine meditative Trance – nach einigen Minuten schaut eine andere Persönlichkeit in die Runde. Die Lehrrede dauert eineinhalb bis zwei Stunden. Es sind gegenwärtig etwa zehn Treffen pro Jahr, über das Winterhalbjahr verteilt. Eine Avyakt Murli endet mit einer Art Inhaltsangabe. Sollte es ein hinduistischer Feiertag sein wie das indische Farbenfest (Holī), dann feiert ihn BapDada in familiärer Atmosphäre, zusammen mit den vielen Zuschauern. Zum Schluss versammeln sich zumeist die altgedienten Yogis um BapDada. BapDada schließt die Augen und geht – Dadi Gulzar öffnet sie.
Auffällig sind die Souveränität und das selbstverständliche Auftreten von BapDada. Es ist keine Schauspielerei von Schwester Gulzar – sie wäre dazu rhetorisch und körperlich nicht in der Lage.
BapDada spricht mit Pausen – ohne Verlegenheitslaute und Räuspern – die druckreife Avyakt Murli, die aus langen Sätzen besteht. Der Religionswissenschaftler Stephan Nagel fasst zusammen:

„Es bleibt festzuhalten: Durch totale Sprachbeherrschung gelingt es dem Sprecher der Avyakt Vanis, einerseits zwar seine Identität völlig zurückzustellen, andererseits aber dennoch beim und durch das Sprechen eine persönliche, ja, familiäre Atmosphäre herzustellen. Ein gewaltiges rhetorisches Kunststück.“

Hinzu kommen Hellsichtigkeit und ungewöhnliche Körperbeherrschung.

## Der hinduistische Hintergrund

### Religionswissenschaftliche Zuordnung

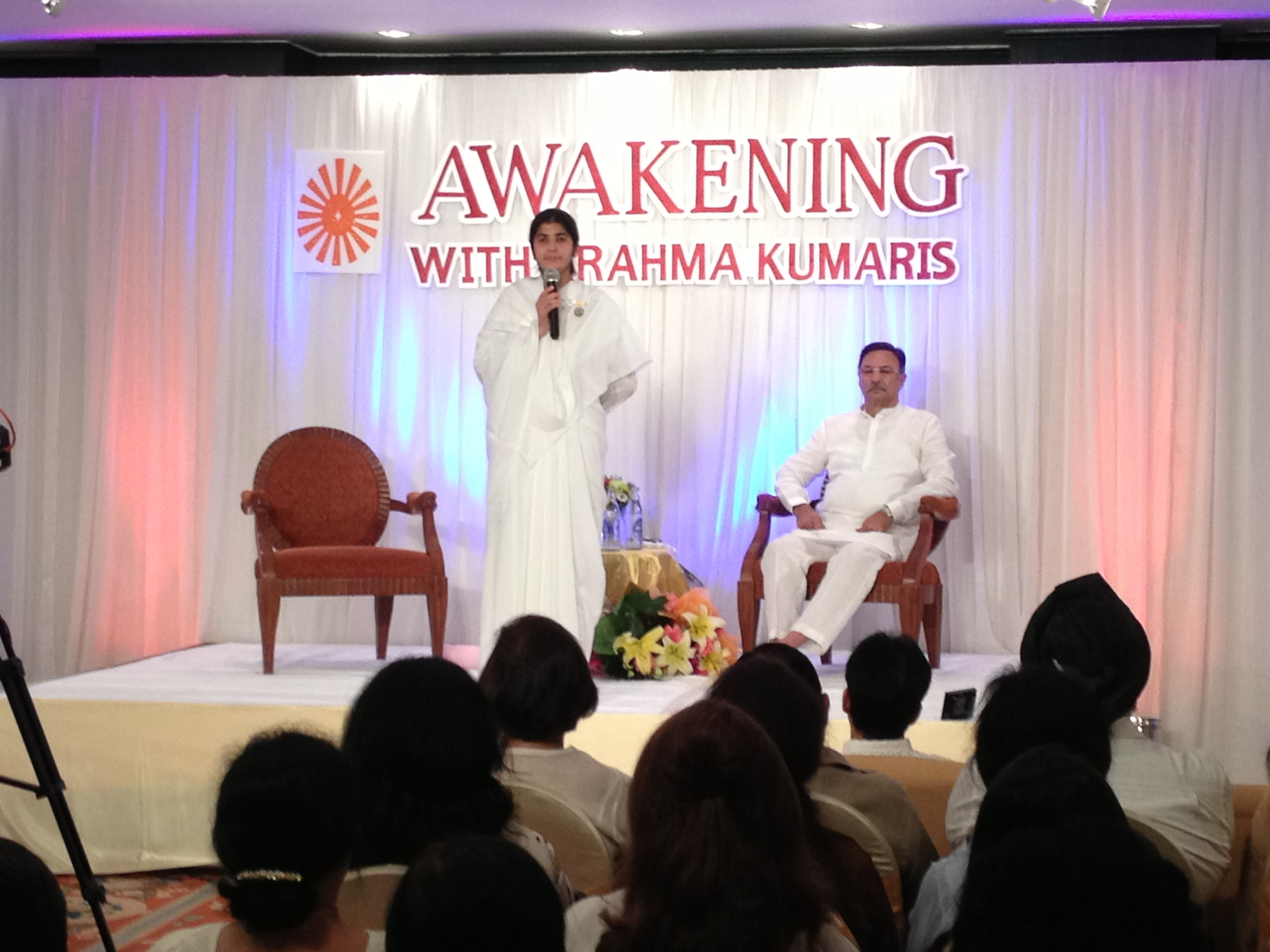
Der Weltdienst: Schwester Shivani und Bruder Suresh bei der Veranstaltung „Awakening with Brahma Kumaris“, Bangkok (März 2013)

Religionswissenschaftlich gesehen, scheinen die Brahma Kumaris eine neo-hinduistische Bewegung zu sein, die bekanntes Wissen aufgreift und verändert (Synkretismus). Dieser Eindruck liegt nahe aufgrund des Schwerpunkts der Bewegung in Indien und der vielfachen Bezüge zum Hinduismus. Eine indische Dominanz ist ohne weiteres festzustellen.
Der Neo-Hinduismus bestätigt sich jedoch nicht in dieser Eindeutigkeit, vergleicht man eingehend hinduistische und indien-typische Aspekte mit den Lehrinhalten des BK-Ordens.
So ist bspw. die Leitung der Schulen durch Frauen ein Bruch mit indischer Tradition, zugleich eine der Besonderheiten. Hinduistische Überzeugungen modifiziert und erläutert BapDada, z. B. das klassische Guru-Schüler-Verhältnis, das für BapDada nicht akzeptabel ist, auch das Kastensystem, das als diskriminierend angesehen wird. Andererseits entstammt die BKWSU dem Hinduismus: Alle Symbole und Metaphern beziehen sich auf die indische Kultur und Religiosität. Indien ist die Basis.
Spürbar ist das insbesondere bei den älteren Sakar Murlis, deren Zielgruppe in den 60er Jahren indische Zuhörer waren. Sie hinterfragen die hinduistische Glaubenspraxis und gängige indische Einstellungen. Von den Yogis fordern sie ein vorbildliches Verhalten, eine Korrektur. Dieses Resümee kann auch der westliche, nicht-indische Yogi ziehen. Den reformatorischen Einfluss der heutigen indischen BK-Brahmanen auf die indische Gesellschaft kann er jedoch kaum nachvollziehen.
Dass die Sakar Murlis weltweit an sechs Wochentagen in den Raja Yoga Schulen immer noch vorgelesen werden, zeigt auch, dass die damaligen Kritikpunkte nach wie vor aktuell sind. Diese Murlis erläutern universelle, grundlegende Aspekte, z. B. hinduistische Fachwörter wie die Zeitalter, die Yugas, in der Bedeutung der BKWSU. Der Korpus der Sakar Murlis ist daher das Fundament der BK-Yogis und unverzichtbar – auch für Nicht-Inder. Die Avyakt Murlis bauen darauf auf.
Inzwischen herrschen jedoch philosophisch-psychologische Themen bei Vorträgen, Veranstaltungen und Publikationen vor, vermutlich dem Zeitgeist geschuldet. Für die Brahmanengemeinschaft selbst ist der Grund für diese Weiterentwicklung bei den Avyakt Murlis zu finden, bei den Lehrreden seit 1969. Sie sind deutlich psychologisch ausgerichtet und stellen die Persönlichkeitsentwicklung des Zuhörers in den Mittelpunkt. Die hinduistischen Themen der Sakar Murlis sind teilweise in den Hintergrund gerückt.
Daher kann man sagen: Die Bewegung mit inzwischen teilweise westlichem Vokabular hat sich von ihren hinduistischen Grundlagen gelöst. Dieser Prozess ist aber in seiner Heterogenität nicht abgeschlossen. Offen bleibt: Wird es sich bei der Ordensgemeinschaft um eine neue Religion handeln, eigenständig, universell und kulturunabhängig? Oder schließlich um eine reformiert-hinduistische Konfession, vergleichbar der evangelischen Kirche, die sich von der katholischen Kirche gelöst hat? Bis man die Frage eindeutig beantworten kann, ist die BKWSU weiterhin als eine aus der Vielzahl der Neuen Religiösen Bewegungen (NRB) zuzuordnen.

### Die nicht-indische Minderheit
Die Brahma Kumaris World Spiritual University (BKWSU) ist eine indische geprägte Organisation, weil sie zu 95–98 % aus Indern oder im Ausland lebenden Indern besteht. In Ländern ohne indischen Einfluss ist die BKWSU nahezu bedeutungslos oder unbekannt.
Nicht-indische, auch westliche BK-Studenten gibt es seit 1970 mit seitdem also etwa 2–5 %. Auch sie akzeptieren die grundsätzliche Ausrichtung auf das Hauptzentrum Madhuban, wo BapDada lehrt. Das Rollenverständnis und die Lebensweise als BK-Brahmane im Westen ist aber anders akzentuiert: So ist bspw. die Identifikation mit der Gruppe in Indien stark ausgeprägt; der Individualismus hingegen im Westen. Die Integration dieser Minderheit und ihrer Impulse auf die indische Gemeinschaft lässt sich kaum erfassen. Zu beobachten sind naturgemäß auch Schwierigkeiten bei einer passenden Übersetzung von Lehrtexten, insbesondere den Murlis.
Attraktiv für Westler sind insbesondere die stille Meditation, anscheinend die „niedrigschwelligen“ Angebote der Selbsthilfe der westlichen Schulen und der weitgehend traditionsbefreite Zugang zu spirituellen Themen, weniger die indischen Bezüge.
Die andere Kultur, daher die unterschiedliche Sozialisation und Enkulturation der nicht-indischen, vielfach westlichen, auch deutschen Yogis führt somit zu einer kulturellen „Lücke“. Sich mit dem Hinduismus und mit indischer Kultur wenigstens ansatzweise zu beschäftigen, ermöglicht auf diese Weise der nicht-indischen Diaspora, die Intention von BapDadas Worten genauer zu entschlüsseln und Fehlinterpretationen zu vermeiden.

## Die „Sekte“ Brahma Kumaris?
Der christlich-säkulare Hintergrund in Europa lässt den BK-Orden – eine indische Gruppierung – als sektiererisch oder als Sekte erscheinen. Die Diskussion zur Integrität von Neuen Religiösen Bewegungen (NRB) wird jedoch im Westen geführt – kaum oder gar nicht in Indien.
Inwiefern sind nun die Brahma Kumaris hierzulande als Sekte einzustufen, angesichts des Anspruchs, göttliche Offenbarung zu verkünden, einhergehend mit dem Modell des sehr kurzen Kreislaufs und des Endzeit-Szenarios?
Einige Kriterien für eine Sekte sind:
- die autoritäre wie verehrte Führung, die Kritik nicht zulässt;
- der nahezu komplette gesellschaftliche Rückzug;
- die Reduktion der sozialen Kontakte auf andere Gruppenmitglieder;
- rigorose Gruppenregeln und ein Elitebewusstsein der Gruppe mit Abwertung der Außenwelt
- sowie der unfreiwillige Verlust von Autonomie.[191][A 10]

Oberflächlich betrachtet lässt sich die Bewegung gemäß diesen Kriterien mehr oder weniger als Sekte verorten. Für jedes Argument pro Sekte lässt sich ein Beleg finden. Wenn Mitglieder z. B. die Empfehlungen von BapDada, den Shrīmat, unreflektiert und rigoros anwenden, kann das ein Zeichen dafür sein, dass Yogis die Umwelt abwerten und problematische Persönlichkeitsanteile verdrängen statt sie aufzuarbeiten. Ein gesellschaftlicher Rückzug könnte die Folge sein.
Die BKWSU erscheint dem Beauftragten für Weltanschauungsfragen der Ev.-Luth. Landeskirche Sachsens, Harald Lamprecht, sogar „…etwas wie die indische Version der Zeugen Jehovas, weil beide eine Erwartung des katastrophalen Endes der gegenwärtigen Menschheit und ihrer Systeme mit einer irdischen Paradiesvorstellung verbinden, in der den eigenen Anhängern eine bevorzugte Sonderstellung im Königtum Gottes zustehe.“ Das würde einem deutlichen Elitebewusstsein entsprechen, womöglich negativ und abwertend gefärbt.
Positiver gedeutet kann man die Organisation mittlerweile als „‚Weltreformationsbewegung‘“ sehen, die weltablehnende und weltbejahende Elemente integriert.
Bei einer kritischen und öffentlichen Darstellung der Organisation von zumeist ehemaligen BK-Studenten fällt auf, dass die nötige Neutralität für eine wissenschaftliche Auswertung fehlt. Aufgrund vernachlässigter Bestandsaufnahme scheint es eher um Selbstaussagen und um die Befindlichkeit der Autoren zu gehen, wobei die BKWSU ihrerseits mit Offenheit darauf reagieren kann.
Insbesondere die westlichen, auch deutschen Zentren bewerben die meditativen und friedlichen Aspekte. Sie informieren in der Öffentlichkeit jedoch kaum über strittige Themen wie über die anstehende Weltumwandlung. Diese Zurückhaltung kann man aufgrund möglicher Abwehrreaktionen verstehen, jedoch auch kritisch sehen. Erst der Einführungskurs beinhaltet den Kreislauf, damit auch die „apokalyptische Dimension“ der jetzigen Übergangszeit. Auf Außenstehende, die um dieses Geschichtsbild nicht wissen, dürfte das angestrebte Menschenbild der Mitglieder idealistisch, realitätsfern und utopisch wirken.
Um die gesetzten Ziele zu erreichen, sind die BK-Yogis in ihrem örtlichen Zentrum organisiert. Sie verwalten und finanzieren es. Jede Schule unterliegt einzig bestimmten Richtlinien, insbesondere der morgendlichen Meditation und des Murlivortrags. Das Mitglied bewegt sich anscheinend in einem Freiraum, in dem es entscheidet, inwieweit es das angebotene Wissen übernimmt.
Entstehen jedoch im Beziehungsgefüge eines Zentrums Hierarchiestrukturen und gegenseitige Projektionsflächen, so kann ein Reibungs- und Lernprozess einsetzen. Solche konfliktträchtigen Prozesse sind unvermeidlich und sogar gewollt – das Ziel der BK-Brahmanen ist die grundlegende Veränderung der Persönlichkeit und damit die Vorbereitung für den neuen Kreislauf.
Für Raja Yogis mit gesunder Grundstruktur mag die heilsame Gotteserfahrung und die eigene Reflexion ausreichen, wenn man voraussetzt, dass ShivBaba Gott ist und die Erkenntnisse in positive Lebensbewältigung münden. Anzufragen ist aber, ob dieser Prozess bei einer tieferliegenden Problematik durch eingehende Selbsterfahrung und Therapie ergänzt werden könnte oder gar sollte, als westliche, nicht-indische Annäherungsversuche zum eigentlichen Ich.
Die indische, auch identitätsstiftende Leitkultur könnte im westlichen Kontext sektiererisch anmuten. Dazu gehören die Grußformel Om Shanti, in den Schulen die helle bis weiße Kleidung und die Hinwendung nach Madhuban, dem Haupt-Ashram, was regelmäßige Fahrten dorthin beinhaltet und für Außenstehende eine „Wallfahrt“ ist. Was alle Yogis weltweit verbindet, ist das tägliche Murli-Studium.
Das erzeugt Distanz zur westlichen, auch deutschen Lebenswirklichkeit. Es lässt sich zwar erklären mit der emotionalen Bindung, die die Brahmanen gegenüber Indien und Madhuban pflegen. Konfliktpotential lässt sich hier aber leicht finden, denn indische Verhältnisse und Einstellungen lassen sich nicht ohne weiteres auf den Westen übertragen.
Harald Lamprecht gibt zu bedenken, mit Blick auf die deutschen Brahma Kumaris:

„Es wird auch in Zukunft viel davon abhängen, wie die Organisation mit den eigenen Lehren umgeht. Der Gemeinschaft wäre zu wünschen, dass dies mit indischer Großzügigkeit und nicht mit deutscher Gründlichkeit geschieht.“

Betrachtet man also den BK-Orden eingehend, so ist die Antwort uneindeutig, ob er als Sekte einzustufen ist. Denn die Bewegung ist, so der Religionswissenschaftler Frank Whaling, „…in ihrer Komplexität verschiedenartig, verwirrend und faszinierend“. Die Bewertung der BK-Gemeinschaft sollte vielmehr – wie Whaling es für sich selber fordert – vorurteilsfrei, möglichst objektiv und mit Einfühlungsvermögen geschehen. Auf diese Weise kann der Betrachter mit möglichst neutralem Blick die Persönlichkeit von BapDada, das Lehrgebäude und die Yogis selbst beurteilen.

### Verwendete Literatur
- Ursula Baatz: BERICHT/083: Frauenspiritualität – Hinduismus und Buddhismus (Frauensolidarität). Enge Institutionen – weite Räume. Frauenspiritualität in Hinduismus und Buddhismus. In: Schattenblick. 13. Jahrgang, Nr. 98, 2006, ISSN 2190-6963, S. 12–13 (Website des Schattenblick´, Österreich)
- Lawrence Babb: Indigenous Feminism in a Modern Hindu Sect. In: Signs. Journal of Women in Culture and Society. Band 9, Nr. 3, 1984, ISSN 0097-9740, S. 399–416 (Website von JSTOR, Journal of Women in Culture and Society, Chicago.)
- Detlef Bendrath: Brahma Kumaris/Raja Yoga: Darstellung-Berichte-Dokumente. Ev. Presseverband für Bayern, München, 1985, ISBN 3-583-50642-1 (Vergriffen)
- Joachim Finger: Brahma Kumaris BKWSU. In: (Website der ev. Informationsseite Kirchen-Sekten-Religionen)
- Will Hodgkinson: The House is Full of Yogis. HarperCollins, London, 2014, ISBN 978-0-00-751462-5. Die ironisierende und humorvolle Autobiografie des Musikers Will Hodgkinson beschreibt die Veränderung seiner Eltern von bekannten Journalisten zu überzeugten Yogis der Brahma Kumaris.
- Will Hodgkinson: Ich hoffte, ich könnte einfach aufhören zu existieren. In: brand eins. Wirtschaftsmagazin. 15. Jahrgang, 08/2014, ISSN 1438-9339, S. 110–113. (Website des Magazins brand eins) Übersetzung eines Auszugs der Autobiografie von Will Hodgkinson.
- Julia Day Howell: Brahma Kumaris (Daughters of Brahma). In: Peter Clarke. Encyclopedia of New Religious Movements. Routledge, London, 2012. S. 71 f, ISBN 978-0-203-48433-3
- Julia Day Howell: (Website von CESNUR, englisch) Islam, the New Age and Marginal Religions in Indonesia: Changing Meanings of Religious Pluralism. Vortrag vom 9. April 2003, Wilna (Litauen). The CESNUR 2003 International Conference (englisch).
- Julia Day Howell: Lekhraj, Dada. In: Peter Clarke: Encyclopedia of New Religious Movements. Routledge, London, 2012. S. 342 f, ISBN 978-1-134-63696-9
- Reender Kranenburg: Brahma Kumaris: A New Religion? Vortrag von 1999 bei CESNUR 1999 International Conference, Bryn Athyn (Pennsylvania). (Website von CESNUR, englisch)
- Harald Lamprecht: Brahmas Töchter in Dresden. Brahma Kumaris im Gespräch mit dem Evangelischen Bund Sachsen. In: Confessio. 13. Jahrgang, Nr. 1, 2012, S. 6–11. (Website von Confessio)
- Richard Musselwhite: Possessing Knowledge: organizational Boundaries among the Brahma Kumaris. University of North Carolina at Chapel Hill, 2009. (Website der „University of North Carolina“. Dissertation als PDF-Datei, 531 kB.)
- Stephan Nagel: Brahmas geheime Schöpfung. Die indische Reformbewegung der „Brahma Kumaris“. Quellen, Lehre, Raja Yoga. Peter Lang, Frankfurt, 1999, ISBN 3-631-35484-3.
- Elizabeth Puttick: Women in New Religious Movements. In: Bryan Wilson, Jamie Cresswell (Hrsg.): New Religious Movements: Challenge and Response. Routledge, London, 1999, ISBN 0-415-20049-0
- Tamasin Ramsay, Wendy Smith, Leonore Manderson: Brahma Kumaris: Purity and the Globalization of Faith. In: Lenore Manderson, Wendy Smith, Matt Tomlinson (Hrsg.): Flows of Faith. Religious Reach and Community in Asia and Pacific. Springer, Dordrecht, Heidelberg, London, New York, 2012, ISBN 978-94-007-2931-5, S. 51–70 (Website des Springer-Verlags.)
- Tamasin Ramsay: The Brahma Kumaris World Spiritual University. In: Ilias. The International Institute for Asian Studies. Band 47, 2008 ISSN 0929-8738, S. 1, 4–5 (Website von ILIAS, Holland.).
- Tamasin Ramsay: Custodians of Purity. An Ethnography of the Brahma Kumaris. Monash University, Melbourne, 2009. (Website der „Monash University“, Melbourne, Australien. Dissertation als PDF-Datei, 11,2 MB)
- Reise-Ziel Sirius. In: Der Spiegel.  51. Jahrgang, 12. Januar 1998. (Leitartikel zum Heft: Esoterik. Der sanfte Wahn. Selbstmord-Trip nach Teneriffa. Online-Artikel)
- James T. Richardson (Hrsg.): Regulating Religion. Case Studies from Around the Globe. ISBN 978-0-306-47887-1. Springer, Boston, 2003.
- Viola Roggenkamp: Kein Anschluß unter dieser Nummer. Gespräche zwischen Heide und Gott und über die Schwierigkeiten, den Kontakt zur Höchsten Seele herzustellen. In: Die Zeit 35. Jahrgang, 12. Januar 1981, ISSN 0044-2070, S. 60 (Website von Die Zeit.)
- Vereitelter Massenselbstmord auf Teneriffa. War Gehirnwäsche im Spiel? In: Rhein Zeitung online. 43. Jahrgang, 9. Januar 1998. (Website der Rhein Zeitung, Koblenz)
- John Walliss: The Brahma Kumaris As a Reflexive Tradition. Responding to Late Modernity. Ashgate Publishing (Ashgate New Critical Thinking in Religion, Theology and Biblical Studies), Ashgate, 2002, ISBN 978-81-208-2955-8 sowie Motilial Barnarsidass Publishers, Delhi 2007, ISBN 978-81-208-2955-8 (Indische Ausgabe)
- Frank Whaling: Understanding the Brahma Kumaris. Dunedin Academic Press, Edinburgh, 2012, ISBN 978-1-903765-51-7

### Verwendete Literatur der Brahma Kumaris
- B.K. Jayanti: God´s Healing Power. How Meditation Can Help Transform Your Life. London, 2006, ISBN 1-886872-36-8.
- Jagdish Chander: Adi Dev. The First Man. Om Shanti Press, Prajapita Brahma Kumaris World Spiritual University, Mount Abu, 1983, 2. Auflage.
- Jagdish Chander: The Eternal World Drama. Om Shanti Press, Prajapita Brahma Kumaris World Spiritual University, Mount Abu, 1981.
- Neville Hodgkinson: The Brahma Kumaris As a ‘Reflexive Tradition’: Responding to Late Modernity. (Website der Brahma Kumaris.) Buchbesprechung der Brahma Kumaris zu John Walliss: The Brahma Kumaris As a ‘Reflexive Tradition’.
- Mohini Punjabi: The Story of Immortality. A Return to Self Sovereignty. Brahma Kumaris Information Services Publications. O. O., 2008, ISBN 978-1-886872-51-6
- Strano, Anthony: Der Alpha Punkt. Erfahrungen mit Gott. Regensburg, 2011, ISBN 978-3-939493-24-2

### Weiteres Schriftgut der Brahma Kumaris (Auswahl)
Die meisten Schriften von und über die Brahma Kumaris sind katalogisiert von der British Library, London.

(Website der British Library mit Trefferliste zu „Brahma Kumaris“)
- Historische Dokumente aus den ersten zwanzig Jahren (Website von brahmakumarisresearch, die historische, soziologische und anthropologische Aspekte der Bewegung beleuchtet.)
- Prajapita Brahma Kumaris Ishwariya Vishwa Vidyalaya: Landmarks in the History of Prajapita Brahma Kumaris Ishwariya Vishwa Vidyalaya. Mount Abu, Indien, 1996.
- Prajapita Brahma Kumaris Ishwariya Vishwa Vidyalaya: One Week Course. For Attainment of Complete Purity, Peace and Prosperity. Mount Abu, Indien, 1996.
- Dadi Janki: Inside Out. Innere Freiheit leben. Regensburg, 2010, ISBN 978-3-939493-36-5.
- Dadi Janki: Begegnung mit Weisheit. Regensburg, 2007, ISBN 978-3-939493-23-5.
- Simó, Enrique: Das Geschenk des Friedens. Gedanken für eine friedvolle Welt. Regensburg, 2007, 2. Auflage, ISBN 978-3-939493-21-1.
- Zwischenzeit. magazin für gute nachrichten-raja yoga-gelebte meditation-transformation. (Offizielle Website der Brahma Kumaris, Ausgaben der Zeitschriften als PDF-Dateien, keine ISSN).

### Weiterführende Literatur
- Lawrence Babb: Amnesia and Remembrance among the Brahma Kumaris In: Derselbe, Redemptive Encounters. Three Modern Styles in the Hindu Tradition. University of California Press, Berkeley, 1986, S. 91–155, ISBN 0-520-07636-2.
- Lawrence Babb: Brahma Kumari. In: Jonathan Smith, William Scott Green (Hrsg.): HarperCollins Dictionary of Religion. HarperCollins Publishers, New York, 1996, S. 126, ISBN 0-00-627967-8.
- George D. Chryssides, Margaret Z. Wilkins: A Reader in New Religious Movements. Continuum International Publishing Group, London, 2006, ISBN 0-8264-6168-9, S. 15 f., S. 36 ff., S. 130 f., S. 154 f., S. 188 ff., S. 229 f., S. 269 f., S. 304 ff.
- Julia Day Howell: Gender Role Experimentation in New Religious Movements: clarification of the Brahma Kumari case. In: Journal for the Scientific Study of Religion. Band 37, Nr. 3, 1998, ISSN 0021-8294, S. 453–461 (Website von JSTOR Journal for the Scientific Study of Religion).
- Julia Day Howell, Peter L. Nelson: The Brahma Kumaris in the Western World, Part I: Structural Adaptation and ‘Success’ in Transplantation of an Asian New Religious Movement. In: Joanne Marie Greer, David O. Moberg (Hrsg.): Research in the Social Scientific Study of Religion. Band 8, Jai Press Inc., Stamford, 1997, S. 1–33. Unbekannte ISBN.
- Julia Day Howell, Peter L. Nelson: The Brahma-Kumaris in the Western World, Part II: Structural Adaptation and ‘Success’ in Transplantation of an Asian New Religious Movement. In: Joanne Marie Greer, David O. Moberg (Hrsg.): Research in the Social Scientific Study of Religion. Band 11, Jai Press Inc., Stamford, 2000, S. 226–239, ISBN 0-7623-0656-4. Teil I und II sind Untersuchungen über die Brahma Kumaris in Australien aus den 1990er Jahren.
- Julia Day Howell. ASC Induction Techniques, Spiritual Experiences, and Commitment to New Religious Movements. In: Journal for the Scientific Study of Religion. Band 58, Nr. 2, 1997, ISSN 1069-4404, S. 141–164 (Website von JSTOR Journal for the Scientific Study of Religion)
- V.S. Lalrinawma: The Liberation of Women in and Through the Movement of the Prajapita Brahma Kumaris. ISPCK (Indian Society for Promoting Christian Knowledge), Neu-Delhi, 2004, ISBN 81-7214-771-6.
- Elizabeth Puttick, Peter Bernard Clarke: Women as Teachers and Disciples in Traditional and New Religions. Edwin Mellen Press, New York 1993, ISBN 0-7734-9346-8.
- Paul van der Velde: The Brahma Kumaris as a ‘reflexive Tradition’: Responding to late modernity (Memento vom 12. Januar 2013 im Webarchiv archive.today). Buchbesprechung zu John Walliss: The Brahma Kumaris As a Reflexive Tradition: Responding to Late Modernity.
- Frank Whaling: The Brahma Kumaris. In: Elisabeth Arweck, Peter Bernard Clarke (Hrsg.): Journal of Contemporary Religion. Band 10, Nr. 1, 1995. ISSN 1353-7903, S. 3–28 (Website vom Verlag Taylor & Francis mit Link zum Artikel)

## Filmdokumentationen, Rundfunkbeiträge
- Jürgen Petersen: Als ein anderer wiederkommen. Produziert von Radio Bremen. (Website)

Dokumentarfilm über deutsche Indienreisende und Besucher von Madhuban, dem Hauptzentrum der Brahma Kumaris. Gedreht 1976, bundesweite Ausstrahlung am 15. Januar 1978. Erhältlich bei Radio Bremen.
- Marie Edery: Beyond words. Produziert von Marie Edery, 2012.[20]

Dokumentation eines Mitglieds über Dadi Janki, der jetzigen Leiterin der Bewegung.
- Koschka Hetzer-Molden: Frauen in Weiß – Von Indien in die Welt. Ein Bericht der Sendereihe „Tao“ des Österreichischen Rundfunks, ausgestrahlt am 5. März 2016, Ö1. online, Zugriff am 13. März 2016